# Liste aller Gemeinden Nordrhein-Westfalens S–Z

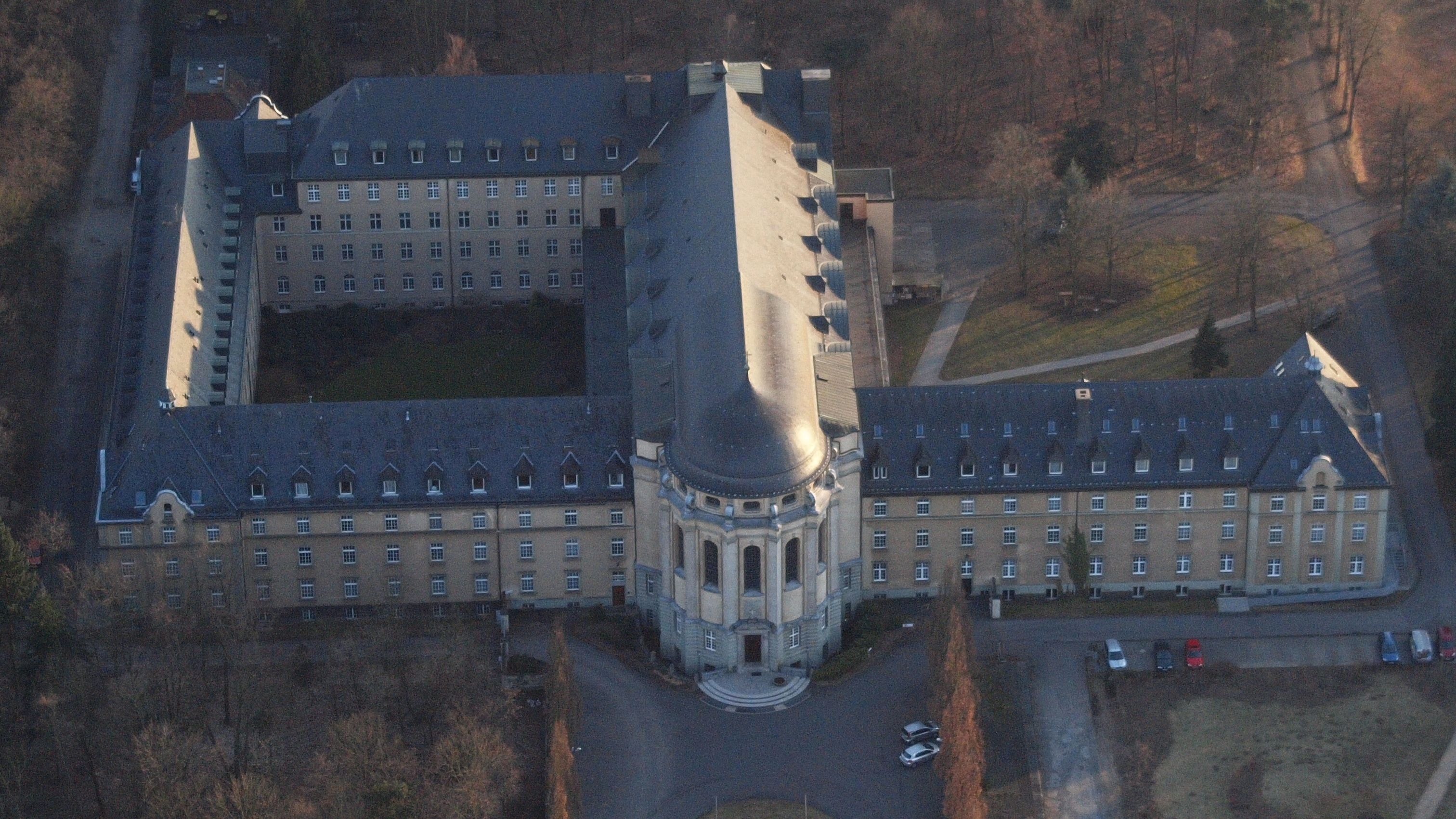
Luftaufnahme des Missionshauses der Steyler Missionare in Sankt Augustin

Diese Liste enthält alle Gemeinden Nordrhein-Westfalens mit ihren Gebietsveränderungen. Die Gemeinden des lippischen Landesteils werden erst ab ihrer Zugehörigkeit zum Land Nordrhein-Westfalen mit ihren Gebietsänderungen aufgeführt. Die derzeit existierenden selbstständigen Gemeinden werden farblich hervorgehoben. Die Gebiete, die ins Land Nordrhein-Westfalen wechselten, sind grün, diejenigen, die es verließen, rot unterlegt.

## Abkürzungen und Erläuterungen

### Abkürzungen
- A = Auflösung
- ÄB = Änderung der Zugehörigkeit zu einem Regierungsbezirk
Anmerkung: Der Wechsel der Zugehörigkeit vom Regierungsbezirk Minden-Lippe zum Regierungsbezirk Detmold (Namensänderung) wird nicht angegeben!
- AGS = Amtlicher Gemeindeschlüssel
- ÄK = Änderung der Kreiszugehörigkeit
- ÄL = Änderung der Landeszugehörigkeit
- ÄNr = Änderung der Amtlichen Gemeindeschlüsselnummer
- ÄS = Änderung der Staatszugehörigkeit
- B = Beitritt zum Land Nordrhein-Westfalen
- E = Eingliederung
- FB = Forstbezirk
- GA = Gebietsaustausch
- GB = Gutsbezirk
- GG = gemeindefreies Gebiet
- N = Neubildung
- NÄ = Namensänderung
- NÄK = Namensänderung des zugehörigen Kreises (Landkreises)
- TA = Ausgliederung eines Teils (Teilausgliederung)
- TE = Eingliederung eines Teils (Teileingliederung)
- TU = Umgliederung eines Teils (Teilumgliederung)
- U = Umgliederung
- grt = größtenteils
- t = teilweise

### Hochgestellte römische Zahlen
Wenn es mehrere Gemeinden mit demselben Namen gibt, werden diese in der Liste mit Hilfe hochgestellter römischer Zahlen unterschieden.

### Hinweis zum Amtlichen Gemeindeschlüssel
In den Tabellen werden die ersten beiden Ziffern 05 der Landeskennung für Nordrhein-Westfalen nicht angegeben.

## Bezeichnungen der Kreise und Landkreise
- Bei der Gründung des Landes Nordrhein-Westfalen hieß die Bezeichnung generell Kreis
- Seit dem 1. Oktober 1953 war die Bezeichnung Landkreis
- Seit dem 1. Oktober 1969 ist die einheitliche Bezeichnung wieder Kreis.
- Für Kreise/Landkreise wie z. B. den Ennepe-Ruhr-Kreis blieb die Bezeichnung einheitlich Kreis.

## Bezeichnungen der kreisfreien Städte und Stadtkreise
- Bis zum 30. September 1953 handelte es sich um einen Stadtkreis.
- Ab dem 1. Oktober 1953 ist die Bezeichnung kreisfreie Stadt.

## Liste

### S

#### Sa
| Gemeinde                                 | AGS          | Datum      | Kreiszugehörigkeit; Maßnahme |
| ---------------------------------------- | ------------ | ---------- | --- |
| Saalhausen                               | 8 38 516     | 23.08.1946 | B; Landkreis Olpe |
| Saalhausen                               | 8 38 516     | 01.07.1969 | A > Lennestadt |
| Sabbenhausen                             | 7 33 179     | 21.01.1947 | ÄL < Lippe; Landkreis, ab dem 01.10.1969 Kreis Detmold |
| Sabbenhausen                             | 7 33 179     | 01.01.1970 | A > Lügde |
| Saeffelen                                | 4 37 913     | 23.08.1946 | B; Landkreis Geilenkirchen-Heinsberg |
| Saeffelen                                | 4 37 913     | 1951       | NÄK > Selfkantkreis Geilenkirchen-Heinsberg |
| Saeffelen                                | 4 37 913     | 01.07.1969 | A > Selfkant |
| Saerbeck                                 | 5 36 114     | 23.08.1946 | B; Landkreis, ab 1969 Kreis Münster |
| Saerbeck                                 | 5 66 080     | 01.01.1975 | TA > Emsdetten, Greven, Ladbergen und Tecklenburg; ÄK > Kreis Steinfurt                                                                                      |
| SalchendorfI (Amt Burbach)               | 8 39 221     | 23.08.1946 | B; Landkreis Siegen |
| SalchendorfI (Amt Burbach)               | 8 39 221     | 01.01.1969 | A > NeunkirchenI |
| SalchendorfII (Amt Netphen)              | 8 39 741     | 23.08.1946 | B; Landkreis Siegen |
| SalchendorfII (Amt Netphen)              | 8 39 741     | 01.01.1969 | A > Netphen |
| Salmorth                                 | 1 36 316     | 23.08.1946 | B; Landkreis Kleve |
| Salmorth                                 | 1 36 316     | 01.07.1969 | A > Kleve |
| Salzkotten                               | 7 32 521     | 23.08.1946 | B; Kreis, bis 1969 Landkreis Büren |
| Salzkotten                               | 7 74 036     | 01.01.1975 | E < Mantinghausen, Niederntudorf, Oberntudorf, Scharmede, Schwelle, Thüle, Upsprunge, Verlar und Verne; ÄK > Kreis Paderborn                                 |
| Sandbochum                               | 9 41 324     | 23.08.1946 | B; Landkreis Unna |
| Sandbochum                               | 9 41 324     | 01.01.1968 | A > Pelkum |
| Sande                                    | 7 40 513     | 23.08.1946 | B; Kreis, bis 1969 Landkreis Paderborn |
| Sande                                    | 7 40 513     | 01.01.1975 | A > Paderborn |
| Sandebeck                                | 7 36 816     | 23.08.1946 | B; Landkreis, ab dem 01.10.1969 Kreis Höxter |
| Sandebeck                                | 7 36 816     | 01.01.1970 | A > Steinheim |
| Sankt Augustin                           | II3 37 112II | 01.08.1969 | N < Beuel (t), Buisdorf (t), Hangelar, Holzlar (t), Meindorf (t), Menden (Rheinland) (t), Niederpleis, Siegburg-Mülldorf und Stieldorf (t); Rhein-Sieg-Kreis |
| Sankt Augustin                           | 3 82 056     | 01.01.1975 | ÄNr |
| Sankt Hubert                             | 1 35 125     | 23.08.1946 | B; Landkreis, ab dem 01.10.1969 Kreis Kempen-Krefeld |
| Sankt Hubert                             | 1 35 125     | 01.01.1970 | A > KempenII |
| Sankt Mauritz                            | 5 36 414     | 23.08.1946 | B; Kreis, bis 1969 Landkreis Münster |
| Sankt Mauritz                            | 5 36 414     | 01.10.1956 | TA > Münster |
| Sankt Mauritz                            | 5 36 414     | 01.01.1975 | A > Münster |
| Sankt Tönis                              | 1 35 134     | 23.08.1946 | B; Landkreis, ab dem 01.10.1969 Kreis Kempen-Krefeld |
| Sankt Tönis                              | 1 35 134     | 01.01.1970 | A > KempenII und Tönisvorst (grt) |
| Sankt Vit                                | 7 42 414     | 23.08.1946 | B; Landkreis, ab dem 01.10.1969 Kreis Wiedenbrück |
| Sankt Vit                                | 7 42 414     | 01.01.1970 | A > Rheda-Wiedenbrück |
| Sassenberg                               | 5 40 614     | 23.08.1946 | B; Kreis, bis 1969 Landkreis Warendorf |
| Sassenberg                               | 5 40 113     | 01.07.1969 | E < Füchtorf; TE < Dackmar und Gröblingen; GA < > Warendorf                                                                                                  |
| Sassenberg                               | 5 70 036     | 01.01.1975 | ÄNr |
| Sassenhausen                             | 8 42 232     | 23.08.1946 | B; Kreis, bis 1969 Landkreis Wittgenstein |
| Sassenhausen                             | 8 42 232     | 01.01.1975 | A > Bad Berleburg |
| Saßmannshausen                           | 8 42 429     | 23.08.1946 | B; Kreis, bis 1969 Landkreis Wittgenstein |
| Saßmannshausen                           | 8 42 429     | 01.01.1975 | A > Laasphe |
| Satzvey-Firmenich                        | 3 33 821     | 23.08.1946 | B; Landkreis Euskirchen |
| Satzvey-Firmenich                        | 3 33 821     | 01.07.1969 | A > Veytal |
| Sayn-Wittgenstein-Berleburg, Gutsbezirk  |              |            | → Gutsbezirk Sayn-Wittgenstein-Berleburg |
| Sayn-Wittgenstein-Hohenstein, Gutsbezirk |              |            | → Gutsbezirk Sayn-Wittgenstein-Hohenstein |

#### Sc
| Gemeinde                 | AGS            | Datum                    | Kreiszugehörigkeit; Maßnahme |
| ------------------------ | -------------- | ------------------------ | --- |
| Schaephuysen             | 2 37 312       | 23.08.1946               | B; Landkreis Moers |
| Schaephuysen             | 2 37 312       | 01.07.1969               | A > Rheurdt |
| Schafhausen              | 4 37 511       | 23.08.1946               | B; Landkreis Geilenkirchen-Heinsberg |
| Schafhausen              | 4 37 511       | 1951                     | NÄK > Selfkantkreis Geilenkirchen-Heinsberg |
| Schafhausen              | 4 37 511       | 01.07.1969               | A > Heinsberg (Rheinland) |
| Schale                   | 5 39 213       | 23.08.1946               | B; Kreis, bis 1969 Landkreis Tecklenburg |
| Schale                   | 5 39 213       | 01.01.1975               | A > Hopsten |
| Schalksmühle             | 8 31 212       | 23.08.1946               | B; Landkreis Altena |
| Schalksmühle             | 8 31 122       | 01.01.1969               | TE < Hülscheid; ÄK > Kreis, bis zum 30.09.1969 Landkreis Lüdenscheid |
| Schalksmühle             | 8 31 122       | 01.01.1970               | GA < > Breckerfeld |
| Schalksmühle             | 9 62 056       | 01.01.1975               | ÄK > Märkischer Kreis |
| Schallern                | 8 36 324       | 23.08.1946               | B; Kreis, bis 1969 Landkreis Lippstadt |
| Schallern                | 8 36 324       | 01.01.1975               | A > Erwitte |
| Schameder                | 8 42 313       | 23.08.1946               | B; Kreis, bis 1969 Landkreis Wittgenstein |
| Schameder                | 8 42 313       | 01.01.1975               | A > Erndtebrück |
| Schapdetten              | 5 36 213       | 23.08.1946               | B; Kreis, bis 1969 Landkreis Münster |
| Schapdetten              | 5 36 213       | 01.10.1961               | TE < Nottuln |
| Schapdetten              | 5 36 213       | 01.01.1975               | A > Nottuln |
| Scharfenberg             | 8 33 721       | 23.08.1946               | B; Kreis, bis 1969 Landkreis Brilon |
| Scharfenberg             | 8 33 721       | 01.01.1975               | A > Brilon |
| Scharmede                | 7 32 522       | 23.08.1946               | B; Kreis, bis 1969 Landkreis Büren |
| Scharmede                | 7 32 522       | 01.01.1975               | A > Salzkotten |
| Scheiderhöhe             | 3 37 316       | 23.08.1946               | B; Siegkreis |
| Scheiderhöhe             | 3 37 316       | 01.08.1969               | A > Lohmar |
| Scheidingen              | 8 40 718       | 23.08.1946               | B; Landkreis Soest |
| Scheidingen              | 8 40 718       | 01.07.1969               | A > Welver (grt) und Werl |
| Scherfede                | 7 41 523       | 23.08.1946               | B; Kreis, bis 1969 Landkreis Warburg |
| Scherfede                | 7 41 523       | 01.01.1975               | A > Warburg |
| Schermbeck               | 2 38 718       | 23.08.1946               | B; Kreis, bis 1969 Landkreis Rees |
| Schermbeck               | 1 70 036       | 01.01.1975               | E < Bricht, Damm, Dämmerwald und Weselerwald; TE < Altschermbeck, Gahlen und Overbeck; ÄK > Kreis Wesel                                                                                       |
| Schieder                 | 7 33 181       | 21.01.1947               | ÄL < Lippe; Landkreis, ab dem 01.10.1969 Kreis Detmold |
| Schieder                 | 7 33 181       | ca. Ende 1967            | E < Forstbezirk Schieder |
| Schieder                 | 7 33 181       | 01.01.1970               | A > Schieder-Schwalenberg |
| Schieder, Forstbezirk    |                |                          | → Forstbezirk Schieder |
| Schieder-Schwalenberg    | II7 33 117II   | 01.01.1970               | N < Blomberg (t), Brakelsiek, Lothe, Ruensiek, Schieder, Schwalenberg, Siekholz und Wöbbel; Kreis Detmold                                                                                     |
| Schieder-Schwalenberg    | II7 37 122II   | 01.01.1973               | ÄK > Kreis Lippe |
| Schieder-Schwalenberg    | 7 66 060       | 01.01.1975               | ÄNr |
| Schiefbahn               | 1 35 132       | 23.08.1946               | B; Landkreis, ab dem 01.10.1969 Kreis Kempen-Krefeld |
| Schiefbahn               | 1 35 132       | 01.01.1970               | A > Willich |
| Schierwaldenrath         | 4 37 413       | 23.08.1946               | B; Landkreis Geilenkirchen-Heinsberg |
| Schierwaldenrath         | 4 37 413       | 1951                     | NÄK > Selfkantkreis Geilenkirchen-Heinsberg |
| Schierwaldenrath         | 4 37 413       | 01.07.1969               | A > Gangelt |
| Schlangen                | 7 33 182       | 21.01.1947               | ÄL < Lippe; Kreis, bis 1969 Landkreis Detmold |
| Schlangen                | II7 33 118II   | 01.01.1970               | E < Kohlstädt und Oesterholz-Haustenbeck |
| Schlangen                | II7 37 123II   | 01.01.1973               | ÄK > Kreis Lippe |
| Schlangen                | 7 66 064       | 01.01.1975               | GA < > Bad Lippspringe |
| SchleidenI               | 4 34 217       | 23.08.1946               | B; Kreis, bis 1969 Landkreis Jülich |
| SchleidenI               | 4 34 217       | 01.01.1972               | A > Aldenhoven |
| SchleidenII              | 4 36 112       | 23.08.1946               | B; Kreis, bis 1969 Landkreis Schleiden |
| SchleidenII              | 3 33 124       | 01.01.1972               | E < BroichII und OberhausenII; TE < Bronsfeld, Dreiborn, Gemünd, Harperscheid, Hellenthal, Kall (aus Golbach und Kall) und Schöneseiffen; ÄK > Kreis Euskirchen; ÄB > Regierungsbezirk Köln   |
| SchleidenII              | 3 66 036       | 01.01.1975               | ÄNr |
| Schlich-D’horn           | 4 32 414       | 23.08.1946               | B; Landkreis Düren |
| Schlich-D’horn           | 4 32 414       | 01.07.1969               | A > D’horn |
| Schliprüthen             | 8 37 712       | 23.08.1946               | B; Landkreis Meschede |
| Schliprüthen             | 8 37 712       | 01.07.1969               | A > Finnentrop |
| Schloß Holte             | b7 42 612b     | 28.10.1964               | NÄ < Liemke; Landkreis, ab dem 01.10.1969 Kreis Wiedenbrück |
| Schloß Holte             | b7 42 612b     | 01.01.1970               | A > Schloß Holte-Stukenbrock (grt) und Verl |
| Schloß Holte-Stukenbrock | 7 31 113       | 01.01.1970               | N < Schloß Holte (t), Sende (t) und Stukenbrock; Kreis Bielefeld |
| Schloß Holte-Stukenbrock | III7 33 119III | 01.01.1973               | ÄK > Kreis Gütersloh |
| Schloß Holte-Stukenbrock | 7 54 036       | 01.01.1975               | ÄNr |
| Schloß Neuhaus           | 7 40 514       | 10.09.1957               | NÄ < Neuhaus; Kreis, bis 1969 Landkreis Paderborn |
| Schloß Neuhaus           | 7 40 514       | 01.01.1975               | A > Paderborn |
| Schlückingen             | 8 40 719       | 23.08.1946               | B; Landkreis Soest |
| Schlückingen             | 8 40 719       | 01.07.1969               | A > Wickede (Ruhr) |
| Schlüsselburg            | 7 39 731       | 23.08.1946               | B; Kreis, bis 1969 Landkreis Minden |
| Schlüsselburg            | 7 39 731       | 01.01.1963               | TA > Wasserstraße |
| Schlüsselburg            | 7 39 731       | 01.01.1973               | A > Petershagen |
| Schmalbroich             | 1 35 133       | 23.08.1946               | B; Landkreis, ab dem 01.10.1969 Kreis Kempen-Krefeld |
| Schmalbroich             | 1 35 133       | 01.01.1970               | A > KempenII |
| Schmallenberg            | 8 37 614       | 23.08.1946               | B; Kreis, bis 1969 Landkreis Meschede |
| Schmallenberg            | 9 58 040       | 01.01.1975               | E < BerghausenII, Freiheit Bödefeld, Dorlar, Fleckenberg, Fredeburg, Grafschaft, Rarbach und Wormbach; TE < Bödefeld-Land, Eslohe (Sauerland), Lenne und Oberkirchen; ÄK > Hochsauerlandkreis |
| Schmechten               | 7 36 322       | 23.08.1946               | B; Landkreis, ab dem 01.10.1969 Kreis Höxter |
| Schmechten               | 7 36 322       | 01.01.1970               | A > Brakel |
| Schmedissen              | 7 33 223       | 21.01.1947               | ÄL < Lippe; Landkreis, ab dem 01.10.1969 Kreis Detmold |
| Schmedissen              | 7 33 223       | 01.01.1970               | A > Bad Meinberg-Horn |
| Schmehausen              | 9 41 425       | 23.08.1946               | B; Landkreis Unna |
| Schmehausen              | 9 41 425       | 01.01.1968               | A > UentropII |
| Schmerlecke              | 8 36 325       | 23.08.1946               | B; Kreis, bis 1969 Landkreis Lippstadt |
| Schmerlecke              | 8 36 325       | 01.01.1975               | A > Erwitte |
| Schmidt                  | 4 35 413       | 23.08.1946               | B; Kreis, bis 1969 Landkreis Monschau |
| Schmidt                  | 4 35 413       | 01.01.1972               | A > Hürtgenwald und Nideggen (grt) |
| Schmidtheim              | 4 36 917       | 23.08.1946               | B; Landkreis Schleiden |
| Schmidtheim              | 4 36 917       | 01.07.1969               | A > Dahlem |
| Schnathorst              | 7 38 518       | 23.08.1946               | B; Kreis, bis 1969 Landkreis Lübbecke |
| Schnathorst              | 7 38 518       | 01.01.1973               | A > Hüllhorst |
| Schneppenbaum            | 1 36 714       | 23.08.1946               | B; Landkreis Kleve |
| Schneppenbaum            | 1 36 714       | 01.07.1969               | A > Bedburg-Hau (grt) und Kleve |
| Schöller                 | 1 32 313       | 23.08.1946               | B; Kreis, bis 1969 Landkreis Düsseldorf-Mettmann |
| Schöller                 | 1 32 313       | 01.01.1975               | A > Wuppertal |
| Schönau                  | 3 33 758       | 23.08.1946               | B; Landkreis Euskirchen |
| Schönau                  | 3 33 758       | 01.07.1969               | A > Bad Münstereifel |
| Schoneberg               | 8 40 623       | 23.08.1946               | B; Landkreis Soest |
| Schoneberg               | 8 40 623       | 01.07.1969               | A > Lippetal |
| Schönemark               | 7 33 224       | 21.01.1947               | ÄL < Lippe; Landkreis, ab dem 01.10.1969 Kreis Detmold |
| Schönemark               | 7 33 224       | 01.01.1970               | A > Detmold (grt) und Bad Meinberg-Horn |
| Schönenberg              | 7 36 719       | 23.08.1946               | B; Landkreis, ab dem 01.10.1969 Kreis Höxter |
| Schönenberg              | 7 36 719       | 01.01.1970               | A > Nieheim |
| Schöneseiffen            | 4 36 315       | 23.08.1946               | B; Kreis, bis 1969 Landkreis Schleiden |
| Schöneseiffen            | 4 36 315       | 01.01.1972               | A > Hellenthal und SchleidenII (grt) |
| Schönhagen               | 7 37 172       | 21.01.1947               | ÄL < Lippe; Landkreis Lemgo |
| Schönhagen               | 7 37 172       | 01.01.1969               | A > Barntrup und Extertal (grt) |
| Schönholthausen          | 8 37 713       | 23.08.1946               | B; Landkreis Meschede |
| Schönholthausen          | 8 37 713       | 01.07.1969               | A > Finnentrop |
| Schophoven               | 4 32 616       | 23.08.1946               | B; Kreis, bis 1969 Landkreis Düren |
| Schophoven               | 4 32 616       | 01.01.1972               | A > Inden |
| Schöppingen              | 5 31 121       | 01.07.1969               | N < Eggerode, Kirchspiel Schöppingen und Wigbold Schöppingen; Kreis, bis 1969 Landkreis Ahaus                                                                                                 |
| Schöppingen              | 5 54 052       | 01.01.1975               | ÄK > Kreis Borken |
| Schöppingen, Kirchspiel  |                |                          | → Kirchspiel Schöppingen |
| Schöppingen, Wigbold     |                |                          | → Wigbold Schöppingen |
| Schötmar                 | I7 37 115I     | 21.01.1947               | ÄL < Lippe; Landkreis Lemgo |
| Schötmar                 | I7 37 115I     | 19.12.1950               | TE < Ehrsen-Breden |
| Schötmar                 | I7 37 115I     | 19.12.1956               | TE < Ehrsen-Breden |
| Schötmar                 | I7 37 115I     | 01.04.1957               | GA < > Werl-Aspe |
| Schötmar                 | I7 37 115I     | 01.04.1961               | TE < HolzhausenVII |
| Schötmar                 | I7 37 115I     | 01.01.1969               | A > Bad Salzuflen |
| SchröttinghausenI        | 7 34 515       | 23.08.1946               | B; Kreis, bis 1969 Landkreis Halle (Westfalen) |
| SchröttinghausenI        | 7 34 515       | 31.12.1962               | GA < > Häger; TA > Werther (Westfalen) |
| SchröttinghausenI        | 7 34 515       | 01.01.1973               | A > Bielefeld (grt) und Werther (Westfalen) |
| SchröttinghausenII       | 7 38 719       | 23.08.1946               | B; Kreis, bis 1969 Landkreis Lübbecke |
| SchröttinghausenII       | 7 38 719       | 01.01.1973               | A > Preußisch Oldendorf (grt) und Stemwede |
| Schuckenbaum             | 7 37 173       | 21.01.1947               | ÄL < Lippe; Landkreis Lemgo |
| Schuckenbaum             | 7 37 173       | 01.01.1969               | A > Leopoldshöhe |
| Schüllar                 | 8 42 233       | 23.08.1946               | B; Kreis, bis 1969 Landkreis Wittgenstein |
| Schüllar                 | 8 42 233       | 01.01.1965               | TE < Gutsbezirk Sayn-Wittgenstein-Berleburg |
| Schüllar                 | 8 42 233       | 01.01.1975               | A > Bad Berleburg |
| Schümm                   | 4 37 414       | 23.08.1946               | B; Landkreis Geilenkirchen-Heinsberg |
| Schümm                   | 4 37 414       | 1951                     | NÄK > Selfkantkreis Geilenkirchen-Heinsberg |
| Schümm                   | 4 37 414       | 01.01.1963               | A > Breberen-Schümm |
| Schwalenberg             | 7 33 183       | 21.01.1947               | ÄL < Lippe; Landkreis, ab dem 01.10.1969 Kreis Detmold |
| Schwalenberg             | 7 33 183       | 01.01.1970               | A > Schieder-Schwalenberg |
| Schwalmtal               | II1 35 115II   | 01.01.1970               | N < Amern (t), Boisheim (t) und Waldniel; Kreis Kempen-Krefeld |
| Schwalmtal               | 1 66 024       | 01.01.1975               | ÄK > Kreis Viersen |
| Schwanenberg             | 4 33 314       | 23.08.1946               | B; Kreis, bis 1969 Landkreis Erkelenz |
| Schwanenberg             | 4 33 314       | 01.01.1972               | A > Erkelenz |
| Schwaney                 | 7 40 216       | 23.08.1946               | B; Kreis, bis 1969 Landkreis Paderborn |
| Schwaney                 | 7 40 216       | 01.01.1975               | A > Altenbeken |
| Schwarzenau              | 8 42 234       | 23.08.1946               | B; Kreis, bis 1969 Landkreis Wittgenstein |
| Schwarzenau              | 8 42 234       | 01.01.1975               | A > Bad Berleburg |
| Schwarzenmoor            | 7 35 422       | 23.08.1946               | B; Landkreis Herford |
| Schwarzenmoor            | 7 35 422       | 01.01.1969               | A > Herford |
| Schweckhausen            | 7 41 421       | 23.08.1946               | B; Kreis, bis 1969 Landkreis Warburg |
| Schweckhausen            | 7 41 421       | 01.01.1975               | A > Willebadessen |
| Schwefe                  | 8 40 241       | 23.08.1946               | B; Landkreis Soest |
| Schwefe                  | 8 40 241       | 01.07.1969               | A > Welver |
| Schweicheln              |                | 23.08.1946               | B; Landkreis Herford |
| Schweicheln              | 01.04.1950     | A > Schweicheln-Bermbeck | |
| Schweicheln-Bermbeck     | 7 35 423       | 01.04.1950               | N < Bermbeck und Schweicheln; Landkreis Herford |
| Schweicheln-Bermbeck     | 7 35 423       | 01.01.1969               | A > Hiddenhausen |
| Schweinheim              | 3 33 521       | 23.08.1946               | B; Landkreis Euskirchen |
| Schweinheim              | 3 33 521       | 01.07.1969               | A > Euskirchen |
| Schwelentrup             | 7 37 174       | 21.01.1947               | ÄL < Lippe; Landkreis Lemgo |
| Schwelentrup             | 7 37 174       | 01.01.1969               | A > Dörentrup (grt), Extertal und Kalletal |
| Schwelle                 | 7 32 523       | 23.08.1946               | B; Kreis, bis 1969 Landkreis Büren |
| Schwelle                 | 7 32 523       | 01.01.1975               | A > Salzkotten |
| Schwelm                  | 9 34 117       | 23.08.1946               | B; Ennepe-Ruhr-Kreis |
| Schwelm                  | 9 34 117       | 01.01.1970               | TE < Linderhausen; TA > Wuppertal |
| Schwelm                  | 9 54 024       | 01.01.1975               | ÄNr |
| Schwenningdorf           | 7 35 714       | 23.08.1946               | B; Landkreis Herford |
| Schwenningdorf           | 7 35 714       | 01.01.1969               | A > Rödinghausen |
| Schwerfen                | 3 33 822       | 23.08.1946               | B; Landkreis Euskirchen |
| Schwerfen                | 3 33 822       | 01.07.1969               | A > Veytal |
| Schwerte                 | 8 35 114       | 23.08.1946               | B; Kreis, bis 1969 Landkreis Iserlohn |
| Schwerte                 | 9 78 028       | 01.01.1975               | E < Ergste, Geisecke, Villigst und Wandhofen; TE < Dortmund, HolzenII, Lichtendorf und Westhofen; ÄK > Kreis Unna                                                                             |
| Schwitten                | 8 35 415       | 23.08.1946               | B; Kreis, bis 1969 Landkreis Iserlohn |
| Schwitten                | 8 35 415       | 01.01.1975               | A > Menden (Sauerland) |

#### Se
| Gemeinde                | AGS      | Datum      | Kreiszugehörigkeit; Maßnahme                                                                                            |
| ----------------------- | -------- | ---------- | --- |
| Sechtem                 | 3 32 213 | 23.08.1946 | B; Landkreis Bonn |
| Sechtem                 | 3 32 213 | 01.08.1969 | A > Bornheim |
| Seelbach                | 8 39 816 | 23.08.1946 | B; Landkreis Siegen |
| Seelbach                | 8 39 816 | 01.07.1966 | A > Siegen |
| Seelenfeld              | 7 39 732 | 23.08.1946 | B; Kreis, bis 1969 Landkreis Minden                                                                                     |
| Seelenfeld              | 7 39 732 | 01.01.1973 | A > Petershagen |
| Seelscheid              | 3 37 512 | 23.08.1946 | B; Siegkreis |
| Seelscheid              | 3 37 512 | 01.08.1969 | A > Neunkirchen-Seelscheid                                                                                              |
| Selbeck                 | 7 37 175 | 21.01.1947 | ÄL < Lippe; Landkreis Lemgo                                                                                             |
| Selbeck                 | 7 37 175 | 01.01.1969 | A > Barntrup |
| Selfkant                | 4 37 118 | 01.07.1969 | N < Havert, Hillensberg, Höngen, Millen, Saeffelen, Süsterseel, Tüddern und Wehr; Selfkantkreis Geilenkirchen-Heinsberg |
| Selfkant                | 4 33 119 | 01.01.1972 | ÄK > Kreis Heinsberg |
| Selfkant                | 3 40 116 | 01.08.1972 | ÄB > Regierungsbezirk Köln                                                                                              |
| Selfkant                | 3 70 024 | 01.01.1975 | ÄNr |
| Selhausen               | 4 32 313 | 23.08.1946 | B; Landkreis Düren |
| Selhausen               | 4 32 313 | 01.01.1972 | A > Niederzier |
| Selm                    | 5 35 213 | 23.08.1946 | B; Kreis, bis 1969 Landkreis Lüdinghausen                                                                               |
| Selm                    | 9 78 032 | 01.01.1975 | E < Bork; ÄK > Kreis Unna; ÄB > Regierungsbezirk Arnsberg                                                               |
| Sende                   | 7 42 614 | 23.08.1946 | B; Landkreis Wiedenbrück                                                                                                |
| Sende                   | 7 42 614 | 01.01.1970 | A > Schloß Holte-Stukenbrock, Sennestadt und Verl (grt)                                                                 |
| Senden                  | 5 35 114 | 23.08.1946 | B; Kreis, bis 1969 Landkreis Lüdinghausen                                                                               |
| Senden                  | 5 58 044 | 01.01.1975 | E < Ottmarsbocholt und Venne; TE < Bösensell; TA > Nottuln; ÄK > Kreis Coesfeld                                         |
| Sendenhorst             | 5 32 612 | 23.08.1946 | B; Kreis, bis 1969 Landkreis Beckum                                                                                     |
| Sendenhorst             | 5 32 612 | 01.01.1968 | E < Kirchspiel Sendenhorst                                                                                              |
| Sendenhorst             | 5 70 040 | 01.01.1975 | TE < Albersloh und Alverskirchen; ÄK > Kreis Warendorf                                                                  |
| Sendenhorst, Kirchspiel |          |            | → Kirchspiel Sendenhorst                                                                                                |
| Senne I                 | 7 31 217 | 23.08.1946 | B; Kreis, bis 1969 Landkreis Bielefeld                                                                                  |
| Senne I                 | 7 31 217 | 01.07.1957 | GA < > Brackwede |
| Senne I                 | 7 31 114 | 01.01.1970 | ÄNr |
| Senne I                 | 7 31 114 | 01.01.1973 | A > Bielefeld (grt) und Gütersloh                                                                                       |
| Senne II                | 7 31 218 | 23.08.1946 | B; Landkreis Bielefeld                                                                                                  |
| Senne II                | 7 31 218 | 14.05.1965 | NÄ > Sennestadt |
| Sennestadt              | 7 31 113 | 14.05.1965 | NÄ < Senne II; Kreis, bis 1969 Landkreis Bielefeld                                                                      |
| Sennestadt              | 7 31 115 | 01.01.1970 | TE < Sende |
| Sennestadt              | 7 31 115 | 01.01.1973 | A > Bielefeld |
| Seppenrade              | 5 35 513 | 23.08.1946 | B; Kreis, bis 1969 Landkreis Lüdinghausen                                                                               |
| Seppenrade              | 5 35 513 | 01.01.1975 | A > Lüdinghausen |
| Seringhausen            | 8 36 218 | 23.08.1946 | B; Kreis, bis 1969 Landkreis Lippstadt                                                                                  |
| Seringhausen            | 8 36 218 | 01.01.1975 | A > Erwitte |
| Setterich               | 4 37 614 | 23.08.1946 | B; Landkreis Geilenkirchen-Heinsberg                                                                                    |
| Setterich               | 4 37 614 | 1951       | NÄK > Selfkantkreis Geilenkirchen-Heinsberg                                                                             |
| Setterich               | 4 37 115 | 1961       | ÄNr |
| Setterich               | 4 37 115 | 01.01.1972 | A > Baesweiler |
| Sevelen                 | 2 33 611 | 23.08.1946 | B; Landkreis Geldern |
| Sevelen                 | 2 33 611 | 01.07.1969 | A > Issum |

#### Si
| Gemeinde          | AGS        | Datum      | Kreiszugehörigkeit; Maßnahme                                                                                             |
| ----------------- | ---------- | ---------- | --- |
| Sichtigvor        | 8 32 615   | 23.08.1946 | B; Kreis, bis 1969 Landkreis Arnsberg                                                                                    |
| Sichtigvor        | 8 32 615   | 01.01.1966 | TE < Allagen |
| Sichtigvor        | 8 32 615   | 01.01.1975 | A > Warstein |
| Siddessen         | 7 41 319   | 23.08.1946 | B; Kreis, bis 1969 Landkreis Warburg                                                                                     |
| Siddessen         | 7 41 319   | 01.01.1975 | A > Brakel |
| SiddinghausenI    | 7 32 317   | 23.08.1946 | B; Kreis, bis 1969 Landkreis Büren                                                                                       |
| SiddinghausenI    | 7 32 317   | 01.01.1975 | A > BürenI |
| SiddinghausenII   | 9 41 524   | 23.08.1946 | B; Landkreis Unna |
| SiddinghausenII   | 9 41 524   | 01.01.1968 | A > Unna |
| Siebenhöfen       | 7 33 184   | 21.01.1947 | ÄL < Lippe; Landkreis, ab dem 01.10.1969 Kreis Detmold                                                                   |
| Siebenhöfen       | 7 33 184   | 01.01.1970 | A > Blomberg |
| Siedlinghausen    | 8 33 224   | 23.08.1946 | B; Kreis, bis 1969 Landkreis Brilon                                                                                      |
| Siedlinghausen    | 8 33 224   | 01.01.1975 | A > Winterberg |
| Siegburg          | I3 37 113I | 23.08.1946 | B; Siegkreis |
| Siegburg          | 3 37 126   | 01.08.1969 | TE < Buisdorf, Hennef (Sieg) und Lauthausen; ÄK > Rhein-Sieg-Kreis                                                       |
| Siegburg          | 3 82 060   | 01.01.1975 | ÄNr |
| Siegburg-Mülldorf | 3 37 417   | 23.08.1946 | B; Siegkreis |
| Siegburg-Mülldorf | 3 37 417   | 01.08.1969 | A > Sankt Augustin |
| Siegen            | 8 20 000   | 23.08.1946 | B; Landkreis Siegen |
| Siegen            | 8 39 114   | 01.07.1966 | E < Breitenbach, Bürbach, Kaan-Marienborn, Seelbach, Trupbach und Volnsberg; ÄK > Kreis, bis 1969 Landkreis Siegen       |
| Siegen            | 8 39 114   | 01.01.1969 | E < Feuersbach; TE < Obersdorf                                                                                           |
| Siegen            | 9 70 040   | 01.01.1975 | E < Eiserfeld und Hüttental                                                                                              |
| Siegen            | 9 70 040   | 01.01.1984 | NÄK > Kreis Siegen-Wittgenstein                                                                                          |
| Sieglar           | I3 37 123I | 23.08.1946 | B; Siegkreis |
| Sieglar           | I3 37 123I | 01.08.1969 | A > Troisdorf |
| Siekholz          | 7 33 185   | 21.01.1947 | ÄL < Lippe; Landkreis, ab dem 01.10.1969 Kreis Detmold                                                                   |
| Siekholz          | 7 33 185   | 01.01.1970 | A > Schieder-Schwalenberg                                                                                                |
| Siele             | 7 35 218   | 23.08.1946 | B; Landkreis Herford |
| Siele             | 7 35 218   | 01.01.1969 | A > Enger |
| Sielhorst         | 7 38 815   | 23.08.1946 | B; Kreis, bis 1969 Landkreis Lübbecke                                                                                    |
| Sielhorst         | 7 38 815   | 01.01.1973 | A > Rahden (grt) und Stemwede                                                                                            |
| Siersdorf         | 4 34 218   | 23.08.1946 | B; Kreis, bis 1969 Landkreis Jülich                                                                                      |
| Siersdorf         | 4 34 218   | 01.01.1972 | A > Aldenhoven |
| Sieveringen       | 8 40 324   | 23.08.1946 | B; Landkreis Soest |
| Sieveringen       | 8 40 324   | 01.01.1958 | TA > Gerlingen |
| Sieveringen       | 8 40 324   | 01.07.1969 | A > Ense |
| Sievernich        | 4 32 963   | 23.08.1946 | B; Landkreis Düren |
| Sievernich        | 4 32 963   | 01.07.1969 | A > Müddersheim |
| Silbach           | 8 33 616   | 23.08.1946 | B; Kreis, bis 1969 Landkreis Brilon                                                                                      |
| Silbach           | 8 33 616   | 01.01.1975 | A > Winterberg |
| Silixen           | 7 37 176   | 21.01.1947 | ÄL < Lippe; Landkreis Lemgo                                                                                              |
| Silixen           | 7 37 176   | 01.07.1966 | TE < Forstbezirk Langenholzhausen                                                                                        |
| Silixen           | 7 37 176   | 01.01.1969 | A > Extertal |
| Silschede         | 9 34 614   | 23.08.1946 | B; Ennepe-Ruhr-Kreis |
| Silschede         | 9 34 614   | 01.01.1970 | A > Gevelsberg (grt), Sprockhövel und Wetter (Ruhr)                                                                      |
| Simmerath         | 4 35 612   | 23.08.1946 | B; Kreis, bis 1969 Landkreis Monschau                                                                                    |
| Simmerath         | 4 31 119   | 01.01.1972 | E < Kesternich, Lammersdorf, Steckenborn und Strauch; TE < Dreiborn, Eicherscheid, Konzen und Rurberg; ÄK > Kreis Aachen |
| Simmerath         | 3 38 117   | 01.08.1972 | ÄB > Regierungsbezirk Köln                                                                                               |
| Simmerath         | 3 54 028   | 01.01.1975 | ÄNr |
| Simmerath         | 3 34 028   | 21.10.2009 | ÄK > Städteregion Aachen                                                                                                 |
| Sindorf           | 3 31 612   | 23.08.1946 | B; Kreis, bis 1969 Landkreis Bergheim (Erft)                                                                             |
| Sindorf           | 3 31 612   | 01.01.1975 | A > Kerpen |
| Sinnersdorf       | 3 34 213   | 23.08.1946 | B; Kreis, bis 1969 Landkreis Köln                                                                                        |
| Sinnersdorf       | 3 34 121   | 01.01.1964 | ÄNr |
| Sinnersdorf       | 3 34 121   | 01.01.1975 | A > Köln (grt) und Pulheim                                                                                               |
| Sinzenich         | 3 33 853   | 23.08.1946 | B; Landkreis Euskirchen                                                                                                  |
| Sinzenich         | 3 33 853   | 01.07.1969 | A > Zülpich |
| Sistig            | 4 36 714   | 23.08.1946 | B; Landkreis Schleiden                                                                                                   |
| Sistig            | 4 36 714   | 01.07.1969 | A > Kall |

#### So
| Gemeinde                  | AGS        | Datum      | Kreiszugehörigkeit; Maßnahme |
| ------------------------- | ---------- | ---------- | --- |
| Soest                     | I8 40 111I | 23.08.1946 | B; Kreis, bis 1969 Landkreis Soest |
| Soest                     | 8 40 115   | 01.01.1969 | E < Ampen, Bergede, Deiringsen, Enkesen bei Paradiese, Epsingsen, Hattrop, Hattropholsen, Hiddingsen, Katrop, LendringsenII, Meckingsen, Meiningsen, Müllingsen, Ostönnen, Paradiese, Röllingsen, Ruploh, Thöningsen; TE < Balksen, Brockhausen und Elfsen |
| Soest                     | 9 74 040   | 01.01.1975 | ÄNr |
| Soest                     | 9 74 040   | 01.06.1980 | TE < Bad Sassendorf |
| SohlbachI (Amt Netphen)   | 8 39 742   | 23.08.1946 | B; Landkreis Siegen |
| SohlbachI (Amt Netphen)   | 8 39 742   | 01.01.1969 | A > Netphen |
| SohlbachII (Amt Weidenau) | 8 39 817   | 23.08.1946 | B; Landkreis Siegen |
| SohlbachII (Amt Weidenau) | 8 39 817   | 01.10.1958 | TA > Klafeld |
| SohlbachII (Amt Weidenau) | 8 39 817   | 01.07.1966 | A > Hüttental |
| Solingen                  | 1 22 000   | 23.08.1946 | B; kreisfreie Stadt, bis 1953 Stadtkreis Solingen |
| Solingen                  | 1 22 000   | 01.01.1975 | E < Burg an der Wupper; TE < Wermelskirchen und Witzhelden |
| Soller                    | 4 32 964   | 23.08.1946 | B; Landkreis Düren |
| Soller                    | 4 32 964   | 01.07.1969 | A > Vettweiß |
| SommersellI               | 7 36 721   | 23.08.1946 | B; Landkreis, ab dem 01.10.1969 Kreis Höxter |
| SommersellI               | 7 36 721   | 01.01.1970 | A > Nieheim |
| SommersellII              | 7 37 177   | 21.01.1947 | ÄL < Lippe; Landkreis Lemgo |
| SommersellII              | 7 37 177   | 01.01.1969 | A > Barntrup |
| Sonneborn                 | 7 37 178   | 21.01.1947 | ÄL < Lippe; Landkreis Lemgo |
| Sonneborn                 | 7 37 178   | 01.01.1969 | A > Barntrup |
| Sönnern                   | 9 41 426   | 23.08.1946 | B; Landkreis Unna |
| Sönnern                   | 9 41 426   | 01.07.1969 | A > Werl |
| Sonsbeck                  | 2 37 413   | 23.08.1946 | B; Landkreis Moers |
| Sonsbeck                  | 2 37 131   | 01.07.1969 | E < Hamb und Labbeck |
| Sonsbeck                  | 1 70 040   | 01.01.1975 | TA > Xanten; ÄK > Kreis Wesel |
| Sötenich                  | 4 36 715   | 23.08.1946 | B; Landkreis Schleiden |
| Sötenich                  | 4 36 715   | 01.07.1969 | A > Kall |

#### Sp und St
| Gemeinde              | AGS            | Datum               | Kreiszugehörigkeit; Maßnahme |
| --------------------- | -------------- | ------------------- | --- |
| Speldrop              | 1 38 515       | 23.08.1946          | B; Landkreis Rees |
| Speldrop              | 1 38 515       | 01.07.1969          | A > Rees |
| Spenge                | 7 35 814       | 23.08.1946          | B; Kreis, bis 1969 Landkreis Herford |
| Spenge                | 7 35 118       | 01.01.1969          | E < Bardüttingdorf, Hücker-Aschen, Lenzinghausen und Wallenbrück |
| Spenge                | 7 35 118       | 01.01.1973          | TA > Bielefeld (aus Lenzinghausen) |
| Spenge                | 7 58 032       | 01.01.1975          | ÄNr |
| Spenge                | 7 58 032       | 01.07.1982          | TE < Bielefeld |
| Spexard               | 7 42 213       | 23.08.1946          | B; Landkreis, ab dem 01.10.1969 Kreis Wiedenbrück |
| Spexard               | 7 42 213       | 01.01.1970          | A > Gütersloh |
| SporkI                | 5 33 419       | 23.08.1946          | B; Kreis, bis 1969 Landkreis Borken |
| SporkI                | 5 33 419       | 01.01.1975          | A > Bocholt |
| SporkII               |                | 21.01.1947          | ÄL < Lippe; Landkreis Detmold |
| SporkII               | 11.08.1954     | NÄ > Spork-Eichholz | |
| Spork-Eichholz        | 7 33 225       | 11.08.1954          | NÄ < SporkII; Landkreis, ab dem 01.10.1969 Kreis Detmold |
| Spork-Eichholz        | 7 33 225       | 01.01.1970          | A > Detmold |
| Spradow               | 7 35 318       | 23.08.1946          | B; Landkreis Herford |
| Spradow               | 7 35 318       | 01.01.1969          | A > Bünde (grt) und Kirchlengern |
| Sprockhövel           | 9 34 118       | 01.09.1960          | N < Niedersprockhövel und Obersprockhövel; Ennepe-Ruhr-Kreis |
| Sprockhövel           | 9 34 118       | 01.01.1970          | E < Gennebreck und Hiddinghausen; TE < AsbeckIII, Bredenscheid-Stüter, Esborn, Haßlinghausen (grt), Linderhausen und Silschede |
| Sprockhövel           | 9 54 028       | 01.01.1975          | ÄNr |
| Stadtlohn             | 5 31 113       | 23.08.1946          | B; Kreis, bis 1969 Landkreis Ahaus |
| Stadtlohn             | 5 31 113       | 01.07.1969          | E < Kirchspiel Stadtlohn |
| Stadtlohn             | 5 54 056       | 01.01.1975          | ÄK > Kreis Borken |
| Stadtlohn, Kirchspiel |                |                     | → Kirchspiel Stadtlohn |
| Stadt Ramsdorf        |                | 23.08.1946          | B; Landkreis Borken |
| Stadt Ramsdorf        | 01.04.1959     | A > Ramsdorf        | |
| Stahle                | 7 36 522       | 23.08.1946          | B; Landkreis, ab dem 01.10.1969 Kreis Höxter |
| Stahle                | 7 36 522       | 01.01.1970          | A > Höxter |
| Steckenborn           | 4 35 414       | 23.08.1946          | B; Kreis, bis 1969 Landkreis Monschau |
| Steckenborn           | 4 35 414       | 01.01.1972          | A > Simmerath |
| Stedefreund           | 7 35 424       | 23.08.1946          | B; Landkreis Herford |
| Stedefreund           | 7 35 424       | 01.01.1969          | A > Herford |
| Steinbach             | 8 42 431       | 23.08.1946          | B; Kreis, bis 1969 Landkreis Wittgenstein |
| Steinbach             | 8 42 431       | 01.01.1975          | A > Laasphe |
| Steinfurt             | 5 66 084       | 01.01.1975          | N < Borghorst und Burgsteinfurt; Kreis Steinfurt |
| Steinhagen            | 7 34 323       | 23.08.1946          | B; Kreis, bis 1969 Landkreis Halle (Westfalen) |
| Steinhagen            | III7 33 121III | 01.01.1973          | TE < Amshausen, Brockhagen und Hoberge-Uerentrup; TA > Bielefeld; ÄK > Kreis Gütersloh |
| Steinhagen            | 7 54 040       | 01.01.1975          | ÄNr |
| Steinhagen            | 7 54 040       | 01.01.1976          | GA < > Halle (Westfalen) |
| Steinhausen           | 7 32 318       | 23.08.1946          | B; Kreis, bis 1969 Landkreis Büren |
| Steinhausen           | 7 32 318       | 01.01.1975          | A > BürenI |
| Steinheim             | 7 36 817       | 23.08.1946          | B; Kreis, bis 1969 Landkreis Höxter |
| Steinheim             | 7 36 817       | 01.01.1964          | TA > Vordereichholz |
| Steinheim             | 7 36 117       | 01.01.1970          | E < BergheimI, Grevenhagen, Hagedorn, Ottenhausen, Rolfzen, Sandebeck, Vinsebeck und Vordereichholz (als Stadtteil Eichholz) |
| Steinheim             | 7 62 032       | 01.01.1975          | ÄNr |
| Steinstraß            | 4 34 715       | 23.08.1946          | B; Landkreis Jülich |
| Steinstraß            | 4 34 715       | 01.07.1969          | A > Niederzier |
| Stemel                | 8 32 424       | 23.08.1946          | B; Kreis, bis 1969 Landkreis Arnsberg |
| Stemel                | 8 32 424       | 01.01.1975          | A > Sundern (Sauerland) |
| Stemmen               | 7 37 179       | 21.01.1947          | ÄL < Lippe; Landkreis Lemgo |
| Stemmen               | 7 37 179       | 01.07.1966          | TE < Forstbezirk Langenholzhausen |
| Stemmen               | 7 37 179       | 01.01.1969          | A > Kalletal |
| Stemmer               | 7 39 522       | 23.08.1946          | B; Kreis, bis 1969 Landkreis Minden |
| Stemmer               | 7 39 522       | 01.01.1973          | A > Minden |
| Stemwede              | 7 39 123       | 01.01.1973          | N < Arrenkamp, Destel (t), Dielingen, Drohne, Getmold (t), Haldem, Lashorst (t), Levern, Niedermehnen, Oppendorf (t), Oppenwehe (t), SchröttinghausenII (t), Sielhorst (t), SundernIII, Twiehausen (t), Varl (t), Wehdem und Westrup; Kreis Minden-Lübbecke |
| Stemwede              | 7 70 044       | 01.01.1975          | ÄNr |
| Stenden               | 2 33 212       | 23.08.1946          | B; Landkreis Geldern |
| Stenden               | 2 33 212       | 01.07.1969          | A > Kerken |
| Stendenbach           | 8 39 424       | 23.08.1946          | B; Landkreis Siegen |
| Stendenbach           | 8 39 424       | 01.12.1960          | A > Eichen |
| Stenern               | 5 33 421       | 23.08.1946          | B; Kreis, bis 1969 Landkreis Borken |
| Stenern               | 5 33 421       | 01.01.1975          | A > Bocholt |
| Stentrop              | 9 41 225       | 23.08.1946          | B; Landkreis Unna |
| Stentrop              | 9 41 225       | 01.01.1968          | A > Fröndenberg |
| Stetternich           | 4 34 716       | 23.08.1946          | B; Kreis, bis 1969 Landkreis Jülich |
| Stetternich           | 4 34 716       | 01.01.1972          | A > Jülich |
| Stieldorf             | 3 37 812       | 23.08.1946          | B; Siegkreis |
| Stieldorf             | 3 37 812       | 01.08.1969          | TA > Bonn, Königswinter (grt) und Sankt Augustin |
| Stift Quernheim       | 7 35 515       | 23.08.1946          | B; Landkreis Herford |
| Stift Quernheim       | 7 35 515       | 01.01.1969          | A > Kirchlengern |
| Stirpe                | 8 36 326       | 23.08.1946          | B; Kreis, bis 1969 Landkreis Lippstadt |
| Stirpe                | 8 36 326       | 01.01.1975          | A > Erwitte |
| Stockem               | 3 37 615       | 23.08.1946          | B; Siegkreis |
| Stockem               | 3 37 615       | 01.08.1969          | A > Niederkassel |
| Stockheim             | 4 32 516       | 23.08.1946          | B; Landkreis Düren |
| Stockheim             | 4 32 516       | 01.07.1969          | A > Kreuzau |
| Stocklarn             | 8 40 242       | 23.08.1946          | B; Landkreis Soest |
| Stocklarn             | 8 40 242       | 01.07.1969          | A > Welver |
| StockumI              | 8 32 515       | 23.08.1946          | B; Kreis, bis 1969 Landkreis Arnsberg |
| StockumI              | 8 32 515       | 01.01.1975          | A > Sundern (Sauerland) |
| StockumII             | 5 35 412       | 23.08.1946          | B; Kreis, bis 1969 Landkreis Lüdinghausen |
| StockumII             | 5 35 412       | 01.01.1975          | A > Werne an der Lippe |
| StockumIII            | 8 40 421       | 23.08.1946          | B; Landkreis Soest |
| StockumIII            | 8 40 421       | ?                   | NÄ > Stockum (Möhnesee) |
| StockumIV             | 9 41 525       | 23.08.1946          | B; Landkreis Unna |
| StockumIV             | 9 41 525       | 01.01.1968          | A > Unna |
| Stockum (Möhnesee)    | 8 40 421       | ?                   | NÄ < StockumIII; Landkreis Soest |
| Stockum (Möhnesee)    | 8 40 421       | 01.07.1969          | A > Möhnesee |
| Stolberg              | 4 31 114       | 23.08.1946          | B; Kreis, bis 1969 Landkreis Aachen |
| Stolberg              | 4 31 114       | 01.01.1972          | A > Aachen und Stolberg (Rheinland) (grt) |
| Stolberg (Rheinland)  | 4 31 114       | 01.01.1972          | N < Gressenich (t), Kornelimünster (t), Roetgen (t) (hier Zweifall) und Stolberg (t); Kreis Aachen |
| Stolberg (Rheinland)  | 3 38 118       | 01.08.1972          | ÄB > Regierungsbezirk Köln |
| Stolberg (Rheinland)  | 3 54 032       | 01.01.1975          | ÄNr |
| Stolberg (Rheinland)  | 3 34 032       | 21.10.2009          | ÄK > Städteregion Aachen |
| Stommeln              | 3 34 117       | 23.08.1946          | B; Kreis, bis 1969 Landkreis Köln |
| Stommeln              | 3 34 117       | 01.01.1975          | A > Pulheim |
| Störmede              | 8 36 522       | 23.08.1946          | B; Kreis, bis 1969 Landkreis Lippstadt |
| Störmede              | 8 36 522       | 01.01.1975          | A > Geseke |
| Stotzheim             | 3 33 522       | 23.08.1946          | B; Landkreis Euskirchen |
| Stotzheim             | 3 33 522       | 01.07.1969          | A > Euskirchen |
| Straberg              | 1 34 913       | 23.08.1946          | B; Kreis, bis 1969 Landkreis Grevenbroich |
| Straberg              | 1 34 913       | 01.01.1975          | A > Dormagen |
| Straelen              | I2 33 112I     | 23.08.1946          | B; Kreis, ab 1969 Landkreis Geldern |
| Straelen              | II2 33 115II   | 01.07.1969          | E < Herongen |
| Straelen              | 1 54 052       | 01.01.1975          | ÄK > Kreis Kleve |
| Straß                 | 4 32 917       | 23.08.1946          | B; Landkreis Düren |
| Straß                 | 4 32 917       | 01.07.1969          | A > Hürtgenwald |
| Straßfeld             | 3 33 523       | 23.08.1946          | B; Landkreis Euskirchen |
| Straßfeld             | 3 33 523       | 01.08.1969          | A > Swisttal |
| Strauch               | 4 35 415       | 23.08.1946          | B; Kreis, bis 1969 Landkreis Monschau |
| Strauch               | 4 35 415       | 01.01.1972          | A > Simmerath |
| Strickherdicke        | 9 41 226       | 23.08.1946          | B; Landkreis Unna |
| Strickherdicke        | 9 41 226       | 01.01.1968          | A > Fröndenberg |
| Ströhen               | a7 38 813a     | 23.08.1946          | B; Landkreis Lübbecke |
| Ströhen               | a7 38 813a     | ?                   | NÄ > Preußisch Ströhen |
| Stromberg             | 5 32 513       | 23.08.1946          | B; Kreis, bis 1969 Landkreis Beckum |
| Stromberg             | 5 32 513       | 01.01.1975          | A > Oelde |
| Strümp                | 1 35 216       | 23.08.1946          | B; Landkreis, ab dem 01.10.1969 Kreis Kempen-Krefeld |
| Strümp                | 1 35 216       | 01.01.1970          | A > Meerbusch |
| Struthütten           | 8 39 222       | 23.08.1946          | B; Landkreis Siegen |
| Struthütten           | 8 39 222       | 01.01.1969          | A > NeunkirchenI |
| Stukenbrock           | 7 40 515       | 23.08.1946          | B; Landkreis, bis 1969 Kreis Paderborn |
| Stukenbrock           | 7 40 515       | 01.01.1970          | A > Schloß Holte-Stukenbrock |
| Stünzel               | 8 42 235       | 23.08.1946          | B; Kreis, bis 1969 Landkreis Wittgenstein |
| Stünzel               | 8 42 235       | 01.01.1975          | A > Bad Berleburg (grt) und Erndtebrück |

#### Su und Sw
| Gemeinde            | AGS        | Datum      | Kreiszugehörigkeit; Maßnahme |
| ------------------- | ---------- | ---------- | --- |
| Süchteln            | I1 35 115I | 23.08.1946 | B; Landkreis, ab dem 01.10.1969 Kreis Kempen-Krefeld |
| Süchteln            | I1 35 115I | 01.01.1970 | A > Grefrath, Nettetal und Viersen (grt) |
| Süddinker           | 9 41 427   | 23.08.1946 | B; Landkreis Unna |
| Süddinker           | 9 41 427   | 01.01.1968 | A > Rhynern |
| Suderwick           | 5 33 422   | 23.08.1946 | B; Kreis, bis 1969 Landkreis Borken |
| Suderwick           | 5 33 422   | 23.04.1949 | ÄL > Niederlande (TU > Dinxperlo) |
| Suderwick           | 5 33 422   | 01.08.1963 | ÄL < Niederlande (TU < Dinxperlo) |
| Suderwick           | 5 33 422   | 01.01.1975 | A > Bocholt |
| Südfelde            | 7 39 523   | 23.08.1946 | B; Kreis, bis 1969 Landkreis Minden |
| Südfelde            | 7 39 523   | 01.01.1973 | A > Petershagen |
| Südhemmern          | 7 39 317   | 23.08.1946 | B; Kreis, bis 1969 Landkreis Minden |
| Südhemmern          | 7 39 317   | 01.01.1973 | A > Hille |
| Südkamen            | 9 41 526   | 23.08.1946 | B; Landkreis Unna |
| Südkamen            | 9 41 526   | 01.01.1968 | A > Kamen |
| Südkirchen          | 5 35 613   | 23.08.1946 | B; Kreis, bis 1969 Landkreis Lüdinghausen |
| Südkirchen          | 5 35 613   | 01.01.1975 | A > Nordkirchen |
| Südlengern          | 7 35 319   | 23.08.1946 | B; Landkreis Herford |
| Südlengern          | 7 35 319   | 01.01.1969 | A > Bünde (grt), Hiddenhausen und Kirchlengern |
| Südlohn             | 5 31 516   | 23.08.1946 | B; Kreis, bis 1969 Landkreis Ahaus |
| Südlohn             | 5 31 119   | 01.07.1969 | E < Oeding |
| Südlohn             | 5 54 060   | 01.01.1975 | ÄK > Kreis Borken |
| Süggerath           | 4 37 615   | 23.08.1946 | B; Landkreis Geilenkirchen-Heinsberg |
| Süggerath           | 4 37 615   | 1951       | NÄK > Selfkantkreis Geilenkirchen-Heinsberg |
| Süggerath           | 4 37 615   | 01.01.1972 | A > Geilenkirchen |
| Sümmern             | 8 35 416   | 23.08.1946 | B; Kreis, bis 1969 Landkreis Iserlohn |
| Sümmern             | 8 35 416   | 01.04.1951 | TE < Halingen; TA > Hennen |
| Sümmern             | 8 35 416   | 01.01.1975 | A > Iserlohn (grt) und Menden (Sauerland) |
| SundernI            | 8 32 516   | 23.08.1946 | B; Landkreis Arnsberg |
| SundernI            | 8 32 516   | ?          | NÄ > Sundern (Sauerland) |
| SundernII           | 7 35 425   | 23.08.1946 | B; Landkreis Herford |
| SundernII           | 7 35 425   | 01.01.1969 | A > Hiddenhausen |
| SundernIII          | 7 38 614   | 23.08.1946 | B; Kreis, bis 1969 Landkreis Lübbecke |
| SundernIII          | 7 38 614   | 01.01.1973 | A > Stemwede |
| Sundern (Sauerland) | 8 32 516   | ?          | NÄ < SundernI; Kreis, bis 1969 Landkreis Arnsberg |
| Sundern (Sauerland) | 9 58 044   | 01.01.1975 | E < Allendorf (Sauerland), Amecke (Sorpesee), Enkhausen, Estinghausen, Hachen, HagenII, Hellefeld, Langscheid (Sorpesee), Linnepe, Meinkenbracht, Stemel, StockumI, Westenfeld und Wildewiese; TE < Altenhellefeld, Endorf, Finnentrop (aus Schliprüthen), Herblinghausen, Hövel, Langenholthausen, Mellen und Wennigloh; ÄK > Hochsauerlandkreis |
| Sünninghausen       | 5 32 313   | 23.08.1946 | B; Landkreis Beckum |
| Sünninghausen       | 5 32 313   | 01.01.1970 | A > Oelde |
| Süsterseel          | 4 37 815   | 23.08.1946 | B; Landkreis Geilenkirchen-Heinsberg |
| Süsterseel          | 4 37 815   | 23.04.1949 | ÄL > Niederlande (U > Drostambt Tudderen) |
| Süsterseel          | 4 37 815   | 01.08.1963 | ÄL < Niederlande (TU < Drostambt Tudderen) |
| Süsterseel          | 4 37 815   | 01.07.1969 | A > Selfkant |
| Suttrop             | 8 36 426   | 23.08.1946 | B; Kreis, bis 1969 Landkreis Lippstadt |
| Suttrop             | 8 36 426   | 01.01.1975 | A > Rüthen und Warstein (grt) |
| Swisttal            | 3 37 127   | 01.08.1969 | N < Buschhoven, Essig, Heimerzheim, Ludendorf, Miel, Morenhoven, Odendorf, Ollheim und Straßfeld; Rhein-Sieg-Kreis |
| Swisttal            | 3 82 064   | 01.01.1975 | ÄNr |

### T
| Gemeinde            | AGS          | Datum      | Kreiszugehörigkeit; Maßnahme |
| ------------------- | ------------ | ---------- | --- |
| Talle               | 7 37 181     | 21.01.1947 | ÄL < Lippe; Landkreis Lemgo |
| Talle               | 7 37 181     | 01.01.1969 | A > Kalletal |
| Tecklenburg         | 5 39 614     | 23.08.1946 | B; Kreis, bis 1969 Landkreis Tecklenburg |
| Tecklenburg         | 5 66 088     | 01.01.1975 | E < Leeden; TE < Brochterbeck, Ledde, Lengerich und Saerbeck; ÄK > Kreis Steinfurt |
| Telgte              | 5 36 512     | 23.08.1946 | B; Kreis, bis 1969 Landkreis Münster |
| Telgte              | 5 36 512     | 01.07.1968 | E < Kirchspiel Telgte |
| Telgte              | 5 70 044     | 01.01.1975 | TE < Einen, Greven, Handorf, Ostbevern und Westbevern; TA > Everswinkel (aus Kirchspiel Telgte), Münster (aus Kirchspiel Telgte) und Warendorf (aus Kirchspiel Telgte); ÄK > Kreis Warendorf |
| Telgte, Kirchspiel  |              |            | → Kirchspiel Telgte |
| Tengern             | 7 38 519     | 23.08.1946 | B; Kreis, bis 1969 Landkreis Lübbecke |
| Tengern             | 7 38 519     | 01.01.1973 | A > Hüllhorst |
| Tetz                | 4 34 621     | 23.08.1946 | B; Landkreis Jülich |
| Tetz                | 4 34 621     | 01.07.1969 | A > Linnich |
| Teveren             | 4 37 113     | 23.08.1946 | B; Landkreis Geilenkirchen-Heinsberg |
| Teveren             | 4 37 113     | 1951       | NÄK > Selfkantkreis Geilenkirchen-Heinsberg |
| Teveren             | 4 37 113     | 01.01.1972 | A > Geilenkirchen |
| Theenhausen         | 7 34 516     | 23.08.1946 | B; Landkreis Halle (Westfalen) |
| Theenhausen         | 7 34 516     | 01.01.1966 | TE < Rotingdorf |
| Theenhausen         | 7 34 516     | 01.01.1973 | A > Borgholzhausen, Halle (Westfalen) und Werther (Westfalen) (grt) |
| Theesen             | 7 31 512     | 23.08.1946 | B; Kreis, bis 1969 Landkreis Bielefeld |
| Theesen             | 7 31 512     | 01.01.1973 | A > Bielefeld |
| Theiningsen         | 8 40 422     | 23.08.1946 | B; Landkreis Soest |
| Theiningsen         | 8 40 422     | 01.07.1969 | A > Möhnesee |
| Thöningsen          | 8 40 243     | 23.08.1946 | B; Landkreis Soest |
| Thöningsen          | 8 40 243     | 01.07.1969 | A > Soest |
| Thüle               | 7 32 524     | 23.08.1946 | B; Kreis, bis 1969 Landkreis Büren |
| Thüle               | 7 32 524     | 01.01.1975 | A > Salzkotten |
| Thülen              | 8 33 722     | 23.08.1946 | B; Kreis, bis 1969 Landkreis Brilon |
| Thülen              | 8 33 722     | 01.01.1975 | A > Brilon |
| Thum                | 4 32 517     | 23.08.1946 | B; Landkreis Düren |
| Thum                | 4 32 517     | 01.07.1969 | A > Kreuzau |
| Tietelsen           | 7 36 222     | 23.08.1946 | B; Landkreis, ab dem 01.10.1969 Kreis Höxter |
| Tietelsen           | 7 36 222     | 01.01.1970 | A > Beverungen |
| Till-Moyland        | 1 36 715     | 23.08.1946 | B; Landkreis Kleve |
| Till-Moyland        | 1 36 715     | 01.07.1969 | A > Bedburg-Hau |
| Tintrup             | 7 33 186     | 21.01.1947 | ÄL < Lippe; Landkreis, ab dem 01.10.1969 Kreis Detmold |
| Tintrup             | 7 33 186     | 01.01.1970 | A > Blomberg |
| Titmaringhausen     | 8 33 421     | 23.08.1946 | B; Landkreis Brilon |
| Titmaringhausen     | 8 33 421     | 01.07.1969 | A > Medebach |
| Titz                | 4 34 815     | 23.08.1946 | B; Kreis, bis 1969 Landkreis Jülich |
| Titz                | 4 34 815     | 01.07.1969 | E < Gevelsdorf, Hasselsweiler und Müntz |
| Titz                | 4 32 124     | 01.01.1972 | E < Rödingen; TE < Garzweiler und Lövenich; ÄK > Kreis Düren |
| Titz                | 3 39 124     | 01.08.1972 | ÄB > Regierungsbezirk Köln |
| Titz                | 3 58 056     | 01.01.1975 | ÄNr |
| Todenfeld           | 3 32 618     | 23.08.1946 | B; Landkreis Bonn |
| Todenfeld           | 3 32 618     | 01.08.1969 | A > Rheinbach |
| Todtenhausen        | 7 39 524     | 23.08.1946 | B; Kreis, bis 1969 Landkreis Minden |
| Todtenhausen        | 7 39 524     | 01.01.1973 | A > Minden |
| Tondorf             | 4 36 964     | 23.08.1946 | B; Kreis, bis 1969 Landkreis Schleiden |
| Tondorf             | 4 36 964     | 01.07.1969 | A > Nettersheim |
| Tönisberg           | 1 35 135     | 23.08.1946 | B; Landkreis, ab dem 01.10.1969 Kreis Kempen-Krefeld |
| Tönisberg           | 1 35 135     | 01.01.1970 | A > KempenII |
| Tönisvorst          | II1 35 116II | 01.01.1970 | N < Anrath (t), Neersen (t), Oedt (t), Sankt Tönis (t) und Vorst (t); Kreis Kempen-Krefeld                                                                                                   |
| Tönisvorst          | 1 66 028     | 01.01.1975 | ÄK > Kreis Viersen |
| Tonnenheide         | 7 38 816     | 23.08.1946 | B; Kreis, bis 1969 Landkreis Lübbecke |
| Tonnenheide         | 7 38 816     | 01.01.1966 | TA > Espelkamp |
| Tonnenheide         | 7 38 816     | 01.01.1973 | A > Espelkamp und Rahden (grt) |
| Troisdorf           | I3 37 114I   | 23.08.1946 | B; Siegkreis |
| Troisdorf           | 3 37 128     | 01.08.1969 | E < Altenrath und Sieglar; TE < Meindorf und Menden (Rheinland); ÄK > Rhein-Sieg-Kreis |
| Troisdorf           | 3 82 068     | 01.01.1975 | ÄNr |
| Trophagen           | 7 33 187     | 21.01.1947 | ÄL < Lippe; Landkreis, ab dem 01.10.1969 Kreis Detmold |
| Trophagen           | 7 33 187     | 01.01.1970 | A > Lemgo |
| Trupbach            | 8 39 818     | 23.08.1946 | B; Landkreis Siegen |
| Trupbach            | 8 39 818     | 01.07.1966 | A > Siegen |
| Tüddern             | 4 37 816     | 23.08.1946 | B; Landkreis Geilenkirchen-Heinsberg |
| Tüddern             | 4 37 816     | 23.04.1949 | ÄL > Niederlande (U > Drostambt Tudderen) |
| Tüddern             | 4 37 816     | 01.08.1963 | ÄL < Niederlande (U < Drostambt Tudderen) |
| Tüddern             | 4 37 816     | 01.07.1969 | A > Selfkant |
| Tungerloh-Capellen  | 5 34 514     | 23.08.1946 | B; Landkreis Coesfeld |
| Tungerloh-Capellen  | 5 34 514     | 01.07.1969 | A > Gescher |
| Tungerloh-Pröbsting | 5 34 515     | 23.08.1946 | B; Landkreis Coesfeld |
| Tungerloh-Pröbsting | 5 34 515     | 01.07.1969 | A > Gescher |
| Türnich             | 3 31 111     | 23.08.1946 | B; Kreis, bis 1969 Landkreis Bergheim (Erft) |
| Türnich             | 3 31 111     | 01.01.1975 | A > Frechen und Kerpen (grt) |
| Twiehausen          | 7 38 615     | 23.08.1946 | B; Kreis, bis 1969 Landkreis Lübbecke |
| Twiehausen          | 7 38 615     | 01.01.1973 | A > Espelkamp, Rahden und Stemwede (grt) |
| Twisteden           | 2 33 413     | 23.08.1946 | B; Landkreis Geldern |
| Twisteden           | 2 33 413     | 01.07.1969 | A > Kevelaer |

### U
| Gemeinde        | AGS        | Datum      | Kreiszugehörigkeit; Maßnahme                                                                                                   |
| --------------- | ---------- | ---------- | --- |
| Übach-Palenberg | 4 37 114   | 23.08.1946 | B; Landkreis Geilenkirchen-Heinsberg                                                                                           |
| Übach-Palenberg | 4 37 114   | 1951       | NÄK > Selfkantkreis Geilenkirchen-Heinsberg                                                                                    |
| Übach-Palenberg | 4 33 121   | 01.01.1972 | TE < Merkstein; ÄK > Kreis Heinsberg                                                                                           |
| Übach-Palenberg | 3 40 117   | 01.08.1972 | ÄB > Regierungsbezirk Köln |
| Übach-Palenberg | 3 70 028   | 01.01.1975 | ÄNr |
| Ubbedissen      | 7 31 419   | 23.08.1946 | B; Kreis, bis 1969 Landkreis Bielefeld                                                                                         |
| Ubbedissen      | 7 31 419   | 01.01.1973 | A > Bielefeld |
| Uckendorf       | 7 37 616   | 23.08.1946 | B; Siegkreis |
| Uckendorf       | 7 37 616   | 01.08.1969 | A > Niederkassel |
| Uckerath        | I3 37 124I | 23.08.1946 | B; Siegkreis |
| Uckerath        | I3 37 124I | 01.08.1969 | A > Eitorf und Hennef (Sieg) (grt)                                                                                             |
| Udenbreth       | 4 36 514   | 23.08.1946 | B; Landkreis Schleiden |
| Udenbreth       | 4 36 514   | 01.04.1949 | TU > Manderfeld, Belgien |
| Udenbreth       | 4 36 514   | 28.08.1958 | TU < Manderfeld, Belgien |
| Udenbreth       | 4 36 514   | 01.07.1969 | A > Hellenthal |
| Üdingen         | 4 32 518   | 23.08.1946 | B; Landkreis Düren |
| Üdingen         | 4 32 518   | 01.07.1969 | A > Kreuzau |
| Udorf           | 8 33 523   | 23.08.1946 | B; Kreis, bis 1969 Landkreis Brilon                                                                                            |
| Udorf           | 8 33 523   | 01.01.1975 | A > Marsberg |
| Uedelhoven      | 4 36 223   | 23.08.1946 | B; Landkreis Schleiden |
| Uedelhoven      | 4 36 223   | 01.07.1969 | A > Blankenheim |
| Uedem           | 1 36 812   | 23.08.1946 | B; Kreis, bis 1969 Landkreis Kleve                                                                                             |
| Uedem           | 1 36 116   | 01.07.1969 | E < Keppeln, Uedemerbruch und Uedemerfeld                                                                                      |
| Uedem           | 1 54 056   | 01.01.1975 | ÄNr |
| Uedemerbruch    | 1 36 813   | 23.08.1946 | B; Landkreis Kleve |
| Uedemerbruch    | 1 36 813   | 01.07.1969 | A > Uedem |
| Uedemerfeld     | 1 36 814   | 23.08.1946 | B; Landkreis Kleve |
| Uedemerfeld     | 1 36 814   | 01.07.1969 | A > Uedem |
| Uelde           | 8 36 219   | 23.08.1946 | B; Kreis, bis 1969 Landkreis Lippstadt                                                                                         |
| Uelde           | 8 36 219   | 01.01.1975 | A > Anröchte |
| Uelzen          | 9 41 527   | 23.08.1946 | B; Landkreis Unna |
| Uelzen          | 9 41 527   | 01.01.1968 | A > Unna |
| UentropI        | 8 32 322   | 23.08.1946 | B; Kreis, bis 1969 Landkreis Arnsberg                                                                                          |
| UentropI        | 8 32 322   | 01.01.1975 | A > Arnsberg |
| UentropII       | 9 41 428   | 23.08.1946 | B; Landkreis Unna |
| UentropII       | 9 41 119   | 01.01.1968 | E < Frielinghausen, HaarenIV, Norddinker, Schmehausen, Vöckinghausen und Werries; TE < Braam-Ostwennemar                       |
| UentropII       | 9 41 119   | 01.07.1969 | TE < Eilmsen und Vellinghausen                                                                                                 |
| UentropII       | 9 41 119   | 01.01.1975 | A > Hamm |
| Uffeln          | 7 39 424   | 23.08.1946 | B; Kreis, bis 1969 Landkreis Minden                                                                                            |
| Uffeln          | 7 39 424   | 01.01.1973 | A > Vlotho |
| Ulenburg        | 7 35 615   | 23.08.1946 | B; Landkreis Herford |
| Ulenburg        | 7 35 615   | 01.01.1969 | A > Löhne |
| Ülpenich        | 3 33 823   | 23.08.1946 | B; Landkreis Euskirchen |
| Ülpenich        | 3 33 823   | 01.07.1969 | A > Zülpich |
| Ülzen           |            |            | siehe Uelzen |
| Ummeln          | 7 31 219   | 23.08.1946 | B; Landkreis, ab dem 01.10.1969 Kreis Bielefeld                                                                                |
| Ummeln          | 7 31 219   | 01.01.1970 | A > Brackwede (grt) und Gütersloh                                                                                              |
| Unglinghausen   | 8 39 743   | 23.08.1946 | B; Landkreis Siegen |
| Unglinghausen   | 8 39 743   | 01.01.1969 | A > Netphen |
| Unna            | 9 41 112   | 23.08.1946 | B; Kreis, bis 1969 Landkreis Unna                                                                                              |
| Unna            | 9 41 112   | 01.01.1968 | E < Afferde, Billmerich, Hemmerde, Kessebüren, Lünern, Massen, Mühlhausen, SiddinghausenII, StockumIV, Uelzen und Westhemmerde |
| Unna            | 9 78 036   | 01.01.1975 | ÄKr |
| Unterbruch      | 4 37 512   | 23.08.1946 | B; Landkreis Geilenkirchen-Heinsberg                                                                                           |
| Unterbruch      | 4 37 512   | 1951       | NÄK > Selfkantkreis Geilenkirchen-Heinsberg                                                                                    |
| Unterbruch      | 4 37 512   | 01.07.1969 | A > Heinsberg (Rheinland) (grt) und Oberbruch-Dremmen                                                                          |
| Unterlübbe      | 7 39 218   | 23.08.1946 | B; Kreis, bis 1969 Landkreis Minden                                                                                            |
| Unterlübbe      | 7 39 218   | 01.01.1973 | A > Hille |
| Untermaubach    | 4 32 918   | 23.08.1946 | B; Kreis, bis 1969 Landkreis Düren                                                                                             |
| Untermaubach    | 4 32 918   | 01.01.1972 | A > Kreuzau |
| Üntrop          |            |            | → Uentrop |
| Upsprunge       | 7 32 525   | 23.08.1946 | B; Kreis, bis 1969 Landkreis Büren                                                                                             |
| Upsprunge       | 7 32 525   | 01.01.1975 | A > Salzkotten |
| Urft            | 4 36 716   | 23.08.1946 | B; Landkreis Schleiden |
| Urft            | 4 36 716   | 01.07.1969 | A > Kall |

### V
| Gemeinde                 | AGS            | Datum         | Kreiszugehörigkeit; Maßnahme |
| ------------------------ | -------------- | ------------- | --- |
| VahlhausenI bei Detmold  | 7 33 226       | 21.01.1947    | ÄL < Lippe; Landkreis, ab dem 01.10.1969 Kreis Detmold |
| VahlhausenI bei Detmold  | 7 33 226       | 01.01.1970    | A > Detmold |
| VahlhausenII bei Horn    | 7 33 188       | 21.01.1947    | ÄL < Lippe; Landkreis, ab dem 01.10.1969 Kreis Detmold |
| VahlhausenII bei Horn    | 7 33 188       | 01.01.1970    | A > Bad Meinberg-Horn |
| Valbert                  | 8 31 512       | 23.08.1946    | B; Landkreis Altena |
| Valbert                  | 8 31 512       | 01.01.1969    | A > Meinerzhagen |
| Valdorf                  | 7 35 912       | 23.08.1946    | B; Landkreis Herford |
| Valdorf                  | 7 35 912       | 01.04.1956    | GA < > Vlotho |
| Valdorf                  | 7 35 912       | 01.12.1961    | TA > Exter |
| Valdorf                  | 7 35 912       | 01.01.1969    | A > Vlotho |
| Vardingholt              | 5 33 615       | 23.08.1946    | B; Landkreis Borken |
| Vardingholt              | 5 33 615       | 01.10.1959    | TA > Rhede |
| Vardingholt              | 5 33 615       | 01.08.1968    | A > Rhede |
| Varenholz                | 7 37 182       | 21.01.1947    | ÄL < Lippe; Landkreis Lemgo |
| Varenholz                | 7 37 182       | 01.07.1966    | TE < Forstbezirk Langenholzhausen |
| Varenholz                | 7 37 182       | 01.01.1969    | A > Kalletal |
| Varensell                | 7 42 517       | 23.08.1946    | B; Landkreis Wiedenbrück |
| Varensell                | 7 42 517       | 01.07.1965    | GA < > NeuenkirchenII |
| Varensell                | 7 42 517       | 01.01.1970    | A > Gütersloh, Rietberg (grt) und Verl |
| Varl                     | 7 38 817       | 23.08.1946    | B; Kreis, bis 1969 Landkreis Lübbecke |
| Varl                     | 7 38 817       | 01.01.1973    | A > Espelkamp, Rahden (grt) und Stemwede |
| Veen                     | 2 37 214       | 23.08.1946    | B; Landkreis Moers |
| Veen                     | 2 37 214       | 01.07.1969    | A > Alpen |
| Veert                    | 2 33 712       | 23.08.1946    | B; Landkreis Geldern |
| Veert                    | 2 33 712       | 01.07.1969    | A > Geldern |
| Vehlage                  | 7 38 215       | 23.08.1946    | B; Kreis, bis 1969 Landkreis Lübbecke |
| Vehlage                  | 7 38 215       | 01.01.1973    | A > Espelkamp (grt), Rahden und Stemwede |
| Vehlingen                | 1 38 414       | 23.08.1946    | B; Kreis, bis 1969 Landkreis Rees |
| Vehlingen                | 1 38 414       | 01.01.1975    | A > Isselburg |
| Velbert                  | 1 32 119       | 23.08.1946    | B; Kreis, bis 1969 Landkreis Düsseldorf-Mettmann |
| Velbert                  | 1 58 032       | 01.01.1975    | E < LangenbergI; TE < Neviges und Wülfrath; ÄK > Kreis Mettmann |
| Veldrom                  | 7 33 189       | 21.01.1947    | ÄL < Lippe; Landkreis, ab dem 01.10.1969 Kreis Detmold |
| Veldrom                  | 7 33 189       | 01.01.1970    | A > Bad Meinberg-Horn |
| Velen                    | 5 33 713       | 23.08.1946    | B; Kreis, bis 1969 Landkreis Borken |
| Velen                    | 5 33 713       | 01.07.1969    | E < Nordvelen und Waldvelen |
| Velen                    | 5 54 064       | 01.01.1975    | E < Ramsdorf; TE < HeidenI |
| Vellern                  | 5 32 314       | 23.08.1946    | B; Landkreis Beckum |
| Vellern                  | 5 32 314       | 01.07.1969    | A > BeckumII |
| Vellinghausen            | 8 40 244       | 23.08.1946    | B; Landkreis Soest |
| Vellinghausen            | 8 40 244       | 01.07.1969    | A > UentropII und Welver (grt) |
| Velmede                  | 8 37 217       | 23.08.1946    | B; Kreis, bis 1969 Landkreis Meschede |
| Velmede                  | 8 37 217       | 01.01.1975    | A > Bestwig (grt) und Meschede |
| Velsen                   | 5 40 615       | 23.08.1946    | B; Landkreis Warendorf |
| Velsen                   | 5 40 615       | 01.07.1969    | A > Warendorf |
| Veltheim                 | 7 39 425       | 23.08.1946    | B; Kreis, bis 1969 Landkreis Minden |
| Veltheim                 | 7 39 425       | 01.01.1973    | A > Porta Westfalica |
| Venne                    | 5 35 812       | 23.08.1946    | B; Kreis, bis 1969 Landkreis Lüdinghausen |
| Venne                    | 5 35 812       | 01.01.1975    | A > Senden |
| Vennebeck                | 7 39 426       | 23.08.1946    | B; Kreis, bis 1969 Landkreis Minden |
| Vennebeck                | 7 39 426       | 01.01.1973    | A > Porta Westfalica |
| Venrath                  | 4 33 315       | 23.08.1946    | B; Kreis, bis 1969 Landkreis Erkelenz |
| Venrath                  | 4 33 315       | 01.01.1972    | A > Erkelenz |
| Verl                     | 7 42 615       | 23.08.1946    | B; Kreis, bis 1969 Kreis Wiedenbrück |
| Verl                     | 7 42 116       | 01.01.1970    | E < Bornholte; TE < Österwiehe (auch Oesterwiehe), Schloß Holte, Sende und Varensell; TA > Gütersloh                                                                  |
| Verl                     | III7 33 122III | 01.01.1973    | ÄK > Kreis Gütersloh |
| Verl                     | 7 54 044       | 01.01.1975    | ÄNr |
| Verlar                   | 7 32 526       | 23.08.1946    | B; Kreis, bis 1969 Landkreis Büren |
| Verlar                   | 7 32 526       | 01.01.1975    | A > Salzkotten |
| Verne                    | 7 32 527       | 23.08.1946    | B; Kreis, bis 1969 Landkreis Büren |
| Verne                    | 7 32 527       | 01.01.1975    | A > Salzkotten |
| Vernich                  | 3 33 914       | 23.08.1946    | B; Landkreis Euskirchen |
| Vernich                  | 3 33 914       | 01.07.1969    | A > Weilerswist |
| Vernum                   | 2 33 612       | 23.08.1946    | B; Landkreis Geldern |
| Vernum                   | 2 33 612       | 01.07.1969    | A > Geldern (grt) und Kerken |
| Versmold                 | 7 34 416       | 23.08.1946    | B; Kreis, bis 1969 Landkreis Halle (Westfalen) |
| Versmold                 | 7 34 416       | 01.04.1960    | GA < > Peckeloh |
| Versmold                 | III7 33 123III | 01.01.1973    | E < Bockhorst, Hesselteich, Loxten, Oesterweg und Peckeloh; TE < Kölkebeck; ÄK > Kreis Gütersloh                                                                      |
| Versmold                 | 7 54 048       | 01.01.1975    | ÄNr |
| Vettweiß                 | 4 32 965       | 23.08.1946    | B; Kreis, bis 1969 Landkreis Düren |
| Vettweiß                 | 4 32 965       | 01.07.1969    | E < Froitzheim, Ginnick, Jakobwüllesheim, Kelz und Soller |
| Vettweiß                 | 4 32 125       | 01.01.1972    | E < Müddersheim |
| Vettweiß                 | 3 39 125       | 01.08.1972    | ÄB > Regierungsbezirk Köln |
| Vettweiß                 | 3 58 060       | 01.01.1975    | ÄNr |
| Veytal                   | II3 33 114II   | 01.07.1969    | N < Antweiler, Kommern, Lessenich-Rißdorf, Obergartzem, Satzvey-Firmenich, Schwerfen, Wachendorf und WeilerI am Berge; Kreis, bis zum 30.09.1969 Landkreis Euskirchen |
| Veytal                   | II3 33 114II   | 01.01.1972    | A > Mechernich (grt) und Zülpich |
| Viersen                  | 1 23 000       | 23.08.1946    | B; kreisfreie Stadt, bis 1953 Stadtkreis Viersen |
| Viersen                  | II1 35 117II   | 01.01.1970    | TE < Amern, Boisheim, Dülken, Lobberich, Neersen, Oedt und Süchteln; ÄK > Kreis Kempen-Krefeld                                                                        |
| Viersen                  | 1 66 032       | 01.01.1975    | ÄK > Kreis Viersen |
| Villigst                 | 9 35 515       | 23.08.1946    | B; Kreis, bis 1969 Landkreis Iserlohn |
| Villigst                 | 9 35 515       | 01.01.1975    | A > Schwerte |
| Villip                   | 3 32 718       | 23.08.1946    | B; Landkreis Bonn |
| Villip                   | 3 32 718       | 01.08.1969    | A > Wachtberg |
| Vilsendorf               | 7 31 513       | 23.08.1946    | B; Kreis, bis 1969 Landkreis Bielefeld |
| Vilsendorf               | 7 31 513       | 01.01.1973    | A > Bielefeld |
| Vinsebeck                | 7 36 818       | 23.08.1946    | B; Landkreis, ab dem 01.10.1969 Kreis Höxter |
| Vinsebeck                | 7 36 818       | 01.01.1964    | TA > Vordereichholz |
| Vinsebeck                | 7 36 818       | 01.01.1970    | A > Steinheim |
| Visbeck                  | 8 32 323       | 23.08.1946    | B; Kreis, bis 1969 Landkreis Arnsberg |
| Visbeck                  | 8 32 323       | 01.01.1975    | A > Meschede |
| Vlatten                  | 4 36 618       | 23.08.1946    | B; Landkreis Schleiden |
| Vlatten                  | 4 36 618       | 01.07.1969    | A > Heimbach |
| Vlotho                   | 7 35 913       | 23.08.1946    | B; Kreis, bis 1969 Landkreis Herford |
| Vlotho                   | 7 35 913       | 01.04.1956    | GA < > Valdorf |
| Vlotho                   | 7 35 119       | 01.01.1969    | E < Exter und ÈValdorf |
| Vlotho                   | 7 35 119       | 01.01.1973    | E < Uffeln |
| Vlotho                   | 7 58 036       | 01.01.1975    | ÄNr |
| Vlotho                   | 7 58 036       | 01.01.1976    | TA > Bad Oeynhausen |
| Vöckinghausen            | 9 41 429       | 23.08.1946    | B; Landkreis Unna |
| Vöckinghausen            | 9 41 429       | 01.01.1968    | A > Uentrop |
| Voerde                   |                | 23.08.1946    | B; Ennepe-Ruhr-Kreis |
| Voerde                   | 01.04.1949     | A > Ennepetal | |
| Voerde (Niederrhein)     | 2 31 113       | 23.08.1946    | B; Kreis, bis 1969 Landkreis Dinslaken |
| Voerde (Niederrhein)     | 2 31 113       | 01.04.1950    | E < Löhnen |
| Voerde (Niederrhein)     | 1 70 044       | 01.01.1975    | TE < Hünxe; GA < > Dinslaken; TA > Wesel; ÄK > Kreis Wesel |
| Voerde (Niederrhein)     | 1 70 044       | 01.01.1977    | TA > Dinslaken |
| Vohren                   | 5 40 616       | 23.08.1946    | B; Landkreis Warendorf |
| Vohren                   | 5 40 616       | 01.07.1969    | A > Warendorf |
| Volbringen               | 8 40 325       | 23.08.1946    | B; Landkreis Soest |
| Volbringen               | 8 40 325       | 01.07.1969    | A > Ense |
| Volkholz                 | 8 42 432       | 23.08.1946    | B; Kreis, bis 1969 Landkreis Wittgenstein |
| Volkholz                 | 8 42 432       | 01.01.1975    | A > Laasphe |
| Volkringhausen           | 8 32 223       | 23.08.1946    | B; Kreis, bis 1969 Landkreis Arnsberg |
| Volkringhausen           | 8 32 223       | 01.01.1975    | A > Balve |
| VöllinghausenI           | 8 36 327       | 23.08.1946    | B; Kreis, bis 1969 Landkreis Lippstadt |
| VöllinghausenI           | 8 36 327       | 01.01.1975    | A > Erwitte |
| VöllinghausenII          | 8 40 423       | 23.08.1946    | B; Landkreis Soest |
| VöllinghausenII          | 8 40 423       | ?             | NÄ > Völlinghausen (Möhnesee) |
| Völlinghausen (Möhnesee) | 8 40 423       | ?             | NÄ < VöllinghausenII; Landkreis Soest |
| Völlinghausen (Möhnesee) | 8 40 423       | 01.07.1969    | A > Möhnesee |
| Volmarstein              | 9 34 615       | 23.08.1946    | B; Ennepe-Ruhr-Kreis |
| Volmarstein              | 9 34 615       | 01.01.1970    | A > Wetter (Ruhr) |
| Volmerdingsen            | 7 39 615       | 23.08.1946    | B; Kreis, bis 1969 Landkreis Minden |
| Volmerdingsen            | 7 39 615       | 01.01.1973    | A > Bad Oeynhausen |
| Volnsberg                | 8 39 819       | 23.08.1946    | B; Landkreis Siegen |
| Volnsberg                | 8 39 819       | 01.07.1966    | A > Siegen |
| Vörden                   | 7 36 924       | 23.08.1946    | B; Landkreis, ab dem 01.10.1969 Kreis Höxter |
| Vörden                   | 7 36 924       | 01.01.1970    | A > Marienmünster |
| Vordereichholz           | 7 36 819       | 01.01.1964    | N < BergheimI (t), Steinheim (t) und Vinsebeck (t); Landkreis, ab dem 01.10.1969 Kreis Höxter                                                                         |
| Vordereichholz           | 7 36 819       | 01.01.1970    | A > Steinheim (als Stadtteil Eichholz) |
| Vorhelm                  | 5 32 613       | 23.08.1946    | B; Kreis, bis 1969 Landkreis Beckum |
| Vorhelm                  | 5 32 613       | 01.01.1975    | A > Ahlen |
| Vormwald                 | 8 39 622       | 23.08.1946    | B; Landkreis Siegen |
| Vormwald                 | 8 39 622       | 01.01.1969    | A > Hilchenbach |
| Vorst                    | 1 35 136       | 23.08.1946    | B; Landkreis, ab dem 01.10.1969 Kreis Kempen-Krefeld |
| Vorst                    | 1 35 136       | 01.01.1970    | A > Grefrath, KempenII, Krefeld, Tönisvorst (grt) und Willich |
| Vossenack                | 4 35 613       | 23.08.1946    | B; Kreis, bis 1969 Landkreis Monschau |
| Vossenack                | 4 35 613       | 01.01.1972    | A > Hürtgenwald |
| Voßheide                 | 7 37 183       | 21.01.1947    | ÄL < Lippe; Landkreis Lemgo |
| Voßheide                 | 7 37 183       | 01.01.1969    | A > Lemgo |
| Voßwinkel                | 8 32 425       | 23.08.1946    | B; Kreis, bis 1969 Landkreis Arnsberg |
| Voßwinkel                | 8 32 425       | 01.01.1975    | A > Arnsberg |
| Vrasselt                 | 1 38 816       | 23.08.1946    | B; Landkreis Rees |
| Vrasselt                 | 1 38 816       | 01.07.1969    | A > Emmerich |
| Vreden                   | 5 31 114       | 23.08.1946    | B; Kreis, bis 1969 Landkreis Ahaus |
| Vreden                   | 5 31 114       | 01.04.1958    | GA < > Ammeloe |
| Vreden                   | 5 31 114       | 01.07.1969    | E < Ammeloe |
| Vreden                   | 5 54 068       | 01.01.1975    | ÄK > Kreis Borken |
| Vussem-Bergheim          | 4 36 816       | 23.08.1946    | B; Landkreis Schleiden |
| Vussem-Bergheim          | 4 36 816       | 01.07.1969    | A > Mechernich |

### W

#### Wa
| Gemeinde         | AGS          | Datum      | Kreiszugehörigkeit; Maßnahme |
| ---------------- | ------------ | ---------- | --- |
| Wachendorf       | 3 33 824     | 23.08.1946 | B; Landkreis Euskirchen |
| Wachendorf       | 3 33 824     | 01.07.1969 | A > Veytal |
| Wachtberg        | 3 37 129     | 01.08.1969 | N < Adendorf, Arzdorf, Berkum, Fritzdorf, Gimmersdorf, Holzem, Ließem, Niederbachem, Oberbachem, Pech, Villip, Werthhoven und Züllighoven; Rhein-Sieg-Kreis                 |
| Wachtberg        | 3 82 072     | 01.01.1975 | ÄNr |
| Wachtendonk      | I2 33 115I   | 23.08.1946 | B; Kreis, ab 1969 Landkreis Geldern |
| Wachtendonk      | II2 33 116II | 01.07.1969 | E < Wankum |
| Wachtendonk      | 1 54 060     | 01.01.1975 | ÄK > Kreis Kleve |
| Waddenhausen     | 7 33 191     | 21.01.1947 | ÄL < Lippe; Landkreis, ab dem 01.10.1969 Kreis Detmold |
| Waddenhausen     | 7 33 191     | 01.01.1970 | A > Lage |
| Wadersloh        | 5 32 415     | 23.08.1946 | B; Kreis, bis 1969 Landkreis Beckum |
| Wadersloh        | 5 70 048     | 01.01.1975 | E < Diestedde; TE < Liesborn (grt) und Oelde (aus Sünninghausen); ÄK > Kreis Warendorf                                                                                      |
| Wahlbach         | 8 39 223     | 23.08.1946 | B; Landkreis Siegen |
| Wahlbach         | 8 39 223     | 01.01.1969 | A > Burbach |
| Wahlen           | 4 36 717     | 23.08.1946 | B; Landkreis Schleiden |
| Wahlen           | 4 36 717     | 01.07.1969 | A > Kall |
| Wahlscheid       | I3 37 125I   | 23.08.1946 | B; Siegkreis |
| Wahlscheid       | I3 37 125I   | 01.08.1969 | A > Lohmar |
| Wahmbeck         | 7 37 184     | 21.01.1947 | ÄL < Lippe; Landkreis Lemgo |
| Wahmbeck         | 7 37 184     | 01.01.1969 | A > Lemgo |
| Währentrup       |              | 21.01.1947 | ÄL < Lippe; Landkreis Lemgo |
| Währentrup       | 01.04.1957   | A > Helpup | |
| Walbeck          | 2 33 713     | 23.08.1946 | B; Landkreis Geldern |
| Walbeck          | 2 33 713     | 01.07.1969 | A > Geldern |
| Waldbauer        | 9 34 313     | 23.08.1946 | B; Ennepe-Ruhr-Kreis |
| Waldbauer        | 9 34 313     | 01.01.1970 | A > Breckerfeld und HagenI (grt) |
| Waldbauer        | 9 34 121     | 18.12.1970 | N < HagenI (t) |
| Waldbauer        | 9 34 121     | 01.01.1975 | A > Breckerfeld (grt) und HagenI |
| Waldbröl         | 3 35 124     | 23.08.1946 | B; Oberbergischer Kreis |
| Waldbröl         | II3 35 119II | 01.07.1969 | TE < Denklingen und Lieberhausen; TA > Homburg und Reichshof |
| Waldbröl         | 3 74 044     | 01.01.1975 | ÄNr |
| Waldenrath       | 4 37 853     | 23.08.1946 | B; Landkreis Geilenkirchen-Heinsberg |
| Waldenrath       | 4 37 853     | 1951       | NÄK > Selfkantkreis Geilenkirchen-Heinsberg |
| Waldenrath       | 4 37 853     | 01.01.1972 | A > HeinsbergII |
| Waldfeucht       | 4 37 914     | 23.08.1946 | B; Landkreis Geilenkirchen-Heinsberg |
| Waldfeucht       | 4 37 914     | 1951       | NÄK > Selfkantkreis Geilenkirchen-Heinsberg |
| Waldfeucht       | 4 33 122     | 01.01.1972 | E < Braunsrath und HaarenIII; TE < Kirchhoven; ÄK > Kreis Heinsberg |
| Waldfeucht       | 3 40 118     | 01.08.1972 | ÄB > Regierungsbezirk Köln |
| Waldfeucht       | 3 70 032     | 01.01.1975 | ÄNr |
| Waldhausen       | 8 32 616     | 23.08.1946 | B; Kreis, bis 1969 Landkreis Arnsberg |
| Waldhausen       | 8 32 616     | 01.01.1975 | A > Warstein |
| Waldniel         | 1 35 137     | 23.08.1946 | B; Landkreis, ab dem 01.10.1969 Kreis Kempen-Krefeld |
| Waldniel         | 1 35 137     | 01.01.1970 | A > Schwalmtal |
| Waldorf          | 4 36 224     | 23.08.1946 | B; Landkreis Schleiden |
| Waldorf          | 4 36 224     | 01.07.1969 | A > Blankenheim |
| Waldvelen        | 5 33 714     | 23.08.1946 | B; Landkreis Borken |
| Waldvelen        | 5 33 714     | 01.07.1969 | A > Velen |
| Walheim          | 4 31 131     | 23.08.1946 | B; Kreis, bis 1969 Landkreis Aachen |
| Walheim          | 4 31 131     | 01.01.1972 | A > Aachen (grt) |
| Wallach          |              | 23.08.1946 | B; Landkreis Moers |
| Wallach          | 01.04.1951   | A > Borth  | |
| Wallenbrück      | 7 35 815     | 23.08.1946 | B; Landkreis Herford |
| Wallenbrück      | 7 35 815     | 01.01.1969 | A > Spenge |
| Wallenthal       | 4 36 718     | 23.08.1946 | B; Landkreis Schleiden |
| Wallenthal       | 4 36 718     | 01.07.1969 | A > Kall |
| Walpersdorf      | 8 39 744     | 23.08.1946 | B; Landkreis Siegen |
| Walpersdorf      | 8 39 744     | 01.01.1969 | A > Netphen |
| Walstedde        | 5 35 313     | 23.08.1946 | B; Landkreis Lüdinghausen |
| Walstedde        | 5 35 313     | 01.07.1969 | A > Drensteinfurt |
| Walsum           | 2 31 112     | 23.08.1946 | B; Kreis, bis 1969 Landkreis Dinslaken |
| Walsum           | 2 31 112     | 01.01.1975 | A > Dinslaken und Duisburg (grt) |
| Waltringen       | 8 40 326     | 23.08.1946 | B; Landkreis Soest |
| Waltringen       | 8 40 326     | 01.07.1969 | A > Ense |
| Waltringhausen   | 8 36 221     | 23.08.1946 | B; Kreis, bis 1969 Landkreis Lippstadt |
| Waltringhausen   | 8 36 221     | 01.01.1975 | A > Anröchte |
| Waltrop          | 6 37 613     | 23.08.1946 | B; Kreis, bis 1969 Landkreis Recklinghausen |
| Waltrop          | 5 62 036     | 01.01.1975 | ÄNr |
| Wambeln          | 9 41 431     | 23.08.1946 | B; Landkreis Unna |
| Wambeln          | 9 41 431     | 01.01.1968 | A > Rhynern |
| Wamel            | 8 40 424     | 23.08.1946 | B; Landkreis Soest |
| Wamel            | 8 40 424     | ?          | NÄ > Wamel (Möhnesee) |
| Wamel (Möhnesee) | 8 40 424     | ?          | NÄ < Wamel; Landkreis Soest |
| Wamel (Möhnesee) | 8 40 424     | 01.07.1969 | A > Möhnesee |
| Wandhofen        | 9 35 516     | 23.08.1946 | B; Kreis, bis 1969 Landkreis Iserlohn |
| Wandhofen        | 9 35 516     | 01.01.1975 | A > Schwerte |
| Wankum           | 2 33 812     | 23.08.1946 | B; Landkreis Geldern |
| Wankum           | 2 33 812     | 01.07.1969 | A > Wachtendonk |
| Wanne-Eickel     | 9 21 000     | 23.08.1946 | B; kreisfreie Stadt, bis 1953 Stadtkreis Wanne-Eickel |
| Wanne-Eickel     | 9 21 000     | 01.01.1975 | A > Herne |
| Warbeyen         | 1 36 317     | 23.08.1946 | B; Landkreis Kleve |
| Warbeyen         | 1 36 317     | 01.07.1969 | A > Kleve |
| Warburg          | 7 41 111     | 23.08.1946 | B; Kreis, bis 1969 Landkreis Warburg |
| Warburg          | 7 62 036     | 01.01.1975 | E < Bonenburg, Calenberg, DalheimI, Daseburg, Dössel, Germete, Herlinghausen, Hohenwepel, Menne, Nörde, Ossendorf, Rimbeck, Scherfede, Welda und Wormeln; ÄK > Kreis Höxter |
| Wardhausen       | 1 36 616     | 23.08.1946 | B; Landkreis Kleve |
| Wardhausen       | 1 36 616     | 01.07.1969 | A > Kleve |
| Wardt            | 2 37 128     | 23.08.1946 | B; Landkreis Moers |
| Wardt            | 2 37 128     | 01.07.1969 | A > Xanten |
| Warendorf        | 5 40 111     | 23.08.1946 | B; Kreis, bis 1969 Landkreis Warendorf |
| Warendorf        | 5 40 111     | 01.07.1969 | E < Velsen und Vohren; TE < Dackmar und Gröblingen; GA < > Sassenberg |
| Warendorf        | 5 70 052     | 01.01.1975 | E < Freckenhorst; TE < Einen, Everswinkel, Milte und Telgte (aus Kirchspiel Telgte)                                                                                         |
| Warmen           | 9 41 227     | 23.08.1946 | B; Landkreis Unna |
| Warmen           | 9 41 227     | 01.01.1968 | A > Fröndenberg |
| Warstein         | 8 32 617     | 23.08.1946 | B; Kreis, bis 1969 Landkreis Arnsberg |
| Warstein         | 9 74 044     | 01.01.1975 | E < Allagen, Belecke, Hirschberg, MülheimI, Sichtigvor und Waldhausen; TE < Drewer und Suttrop; ÄK > Kreis Soest                                                            |
| Wassenberg       | 4 37 955     | 23.08.1946 | B; Landkreis Geilenkirchen-Heinsberg |
| Wassenberg       | 4 37 955     | 1951       | NÄK > Selfkantkreis Geilenkirchen-Heinsberg |
| Wassenberg       | 4 33 123     | 01.01.1972 | E < Birgelen, Effeld, Ophoven und Orsbeck; TE < Gerderath und Myhl; ÄK > Kreis Heinsberg                                                                                    |
| Wassenberg       | 3 40 119     | 01.08.1972 | ÄB > Regierungsbezirk Köln |
| Wassenberg       | 3 70 036     | 01.01.1975 | ÄNr |
| Wasserkurl       | 9 41 528     | 23.08.1946 | B; Landkreis Unna |
| Wasserkurl       | 9 41 528     | 01.01.1967 | A > Methler |
| Wasserstraße     | 7 39 735     | 01.01.1963 | N < Schlüsselburg (t); Kreis, bis 1969 Landkreis Minden |
| Wasserstraße     | 7 39 735     | 01.01.1973 | A > Petershagen |
| Wattenscheid     | 9 22 000     | 23.08.1946 | B; kreisfreie Stadt, bis 1953 Stadtkreis Wattenscheid |
| Wattenscheid     | 9 22 000     | 01.01.1975 | A > Bochum |

#### We
| Gemeinde                  | AGS            | Datum      | Kreiszugehörigkeit; Maßnahme |
| ------------------------- | -------------- | ---------- | --- |
| Weckinghausen             | 8 36 328       | 23.08.1946 | B; Kreis, bis 1969 Landkreis Lippstadt |
| Weckinghausen             | 8 36 328       | 01.01.1975 | A > Erwitte |
| Weddinghofen              | 9 41 529       | 23.08.1946 | B; Landkreis Unna |
| Weddinghofen              | 9 41 529       | 01.01.1966 | A > Bergkamen |
| Weetfeld                  | 9 41 325       | 23.08.1946 | B; Landkreis Unna |
| Weetfeld                  | 9 41 325       | 01.01.1968 | A > Pelkum |
| Weeze                     | I2 33 116I     | 23.08.1946 | B; Kreis, ab 1969 Landkreis Geldern |
| Weeze                     | 2 33 117       | 01.07.1969 | ÄNr |
| Weeze                     | 1 54 064       | 01.01.1975 | ÄK > Kreis Kleve |
| Wegberg                   | 4 33 115       | 23.08.1946 | B; Kreis, bis 1969 Landkreis Erkelenz |
| Wegberg                   | 3 40 121       | 01.01.1972 | E < Arsbeck und Wildenrath; GA < > Niederkrüchten; TA > Erkelenz; ÄK > Kreis Heinsberg |
| Wegberg                   | 3 40 122       | 01.08.1972 | ÄB > Regierungsbezirk Köln |
| Wegberg                   | 3 70 040       | 01.01.1975 | TA > Mönchengladbach |
| Wehdem                    | 7 38 317       | 23.08.1946 | B; Kreis, bis 1969 Landkreis Lübbecke |
| Wehdem                    | 7 38 317       | 01.01.1973 | A > Stemwede |
| Wehe                      | 7 38 818       | 23.08.1946 | B; Kreis, bis 1969 Landkreis Lübbecke |
| Wehe                      | 7 38 818       | 01.01.1973 | A > Rahden |
| Wehr                      | 4 37 817       | 23.08.1946 | B; Landkreis Geilenkirchen-Heinsberg |
| Wehr                      | 4 37 817       | 23.04.1949 | ÄL > Niederlande (U > Drostambt Tudderen) |
| Wehr                      | 4 37 817       | 01.08.1963 | ÄL < Niederlande (TU < Drostambt Tudderen) |
| Wehr                      | 4 37 817       | 01.07.1969 | A > Selfkant |
| Wehrden                   | 7 36 223       | 23.08.1946 | B; Landkreis, ab dem 01.10.1969 Kreis Höxter |
| Wehrden                   | 7 36 223       | 01.01.1970 | A > Beverungen |
| Wehren                    | 7 33 192       | 21.01.1947 | ÄL < Lippe; Landkreis, ab dem 01.10.1969 Kreis Detmold |
| Wehren                    | 7 33 192       | 01.01.1970 | A > Bad Meinberg-Horn |
| Weiberg                   | 7 32 319       | 23.08.1946 | B; Kreis, bis 1969 Landkreis Büren |
| Weiberg                   | 7 32 319       | 01.01.1975 | A > BürenI |
| Weickede                  | 8 36 427       | 23.08.1946 | B; Kreis, bis 1969 Landkreis Lippstadt |
| Weickede                  | 8 36 427       | 01.01.1975 | A > Rüthen |
| Weide                     | 8 42 433       | 23.08.1946 | B; Kreis, bis 1969 Landkreis Wittgenstein |
| Weide                     | 8 42 433       | 01.01.1975 | A > Laasphe |
| Weidenau                  | 8 39 821       | 23.08.1946 | B; Landkreis Siegen |
| Weidenau                  | 8 39 821       | 01.07.1966 | A > Hüttental |
| Weidenhausen              | 8 42 236       | 23.08.1946 | B; Kreis, bis 1969 Landkreis Wittgenstein |
| Weidenhausen              | 8 42 236       | 01.01.1975 | A > Bad Berleburg |
| Weidesheim                | 3 33 524       | 23.08.1946 | B; Landkreis Euskirchen |
| Weidesheim                | 3 33 524       | 01.07.1969 | A > Euskirchen |
| WeilerI am Berge          | 3 33 825       | 23.08.1946 | B; Landkreis Euskirchen |
| WeilerI am Berge          | 3 33 825       | 01.07.1969 | A > Veytal |
| WeilerII in der Ebene     | 3 33 955       | 23.08.1946 | B; Landkreis Euskirchen |
| WeilerII in der Ebene     | 3 33 955       | 01.07.1969 | A > Zülpich |
| Weilerswist               | 3 33 915       | 23.08.1946 | B; Kreis, bis 1969 Landkreis Euskirchen |
| Weilerswist               | 3 33 115       | 01.07.1969 | E < Lommersum, Metternich, Müggenhausen und Vernich |
| Weilerswist               | 3 66 040       | 01.01.1975 | ÄNr |
| Weine                     | 7 32 321       | 23.08.1946 | B; Kreis, bis 1969 Landkreis Büren |
| Weine                     | 7 32 321       | 01.01.1975 | A > BürenI |
| Weisweiler                | 4 32 553       | 23.08.1946 | B; Kreis, bis 1969 Landkreis Düren |
| Weisweiler                | 4 32 553       | 01.01.1972 | A > EschweilerI |
| Welbergen                 | 5 38 413       | 23.08.1946 | B; Landkreis Steinfurt |
| Welbergen                 | 5 38 413       | 01.07.1969 | A > Ochtrup |
| Welda                     | 7 41 524       | 23.08.1946 | B; Kreis, bis 1969 Landkreis Warburg |
| Welda                     | 7 41 524       | 01.01.1975 | A > Warburg |
| Welldorf                  | 4 34 717       | 23.08.1946 | B; Kreis, bis 1969 Landkreis Jülich |
| Welldorf                  | 4 34 717       | 01.07.1969 | E < Güsten |
| Welldorf                  | 4 34 717       | 01.01.1972 | A > Jülich |
| WellentrupI               | 7 33 193       | 21.01.1947 | ÄL < Lippe; Landkreis, ab dem 01.10.1969 Kreis Detmold |
| WellentrupI               | 7 33 193       | 01.01.1970 | A > Blomberg |
| WellentrupII              | a7 37 185a     | 21.01.1947 | ÄL < Lippe; Landkreis Lemgo |
| WellentrupII              | a7 37 185a     | 01.04.1957 | TA > Helpup |
| WellentrupII              | a7 37 185a     | 11.12.1963 | NÄ > Kachtenhausen |
| Welper                    | 9 34 214       | 23.08.1946 | B; Ennepe-Ruhr-Kreis |
| Welper                    | 9 34 214       | 01.10.1959 | TA > Blankenstein |
| Welper                    | 9 34 214       | 01.04.1966 | A > Blankenstein |
| Welstorf                  | 7 37 186       | 21.01.1947 | ÄL < Lippe; Landkreis Lemgo |
| Welstorf                  | 7 37 186       | 01.01.1969 | A > Bad Salzuflen und Lemgo (grt) |
| Welver                    | 8 40 245       | 01.04.1957 | N < Kirchwelver und Meyerich; Kreis, bis 1969 Landkreis Soest |
| Welver                    | 8 40 116       | 01.07.1969 | E < Balksen, Berwicke, Blumroth, Borgeln, Dinker, Dorfwelver, Ehningsen, Einecke, Eineckerholsen, Flerke, Illingen, Klotingen, Merklingsen, Nateln, Recklingsen, Schwefe und Stocklarn; TE < Eilmsen, Hattrop, Meckingsen, Scheidingen und Vellinghausen |
| Welver                    | 9 74 048       | 01.01.1975 | ÄKr |
| Welz                      | 4 34 622       | 23.08.1946 | B; Landkreis Jülich |
| Welz                      | 4 34 622       | 01.07.1969 | A > Linnich |
| Wemlighausen              | 8 42 237       | 23.08.1946 | B; Kreis, bis 1969 Landkreis Wittgenstein |
| Wemlighausen              | 8 42 237       | 01.01.1965 | TE < Gutsbezirk Sayn-Wittgenstein-Berleburg |
| Wemlighausen              | 8 42 237       | 01.01.1975 | A > Bad Berleburg |
| Wenau                     | 4 32 554       | 23.08.1946 | B; Kreis, bis 1969 Landkreis Düren |
| Wenau                     | 4 32 554       | 01.01.1972 | A > Langerwehe |
| Wenden                    | 8 38 712       | 23.08.1946 | B; Kreis, bis 1969 Landkreis Olpe |
| Wenden                    | 8 38 117       | 01.07.1969 | E < Römershagen |
| Wenden                    | 9 66 028       | 01.01.1975 | ÄNr |
| Wendlinghausen            | 7 37 187       | 21.01.1947 | ÄL < Lippe; Landkreis Lemgo |
| Wendlinghausen            | 7 37 187       | 31.12.1962 | TA > Bega |
| Wendlinghausen            | 7 37 187       | 01.01.1969 | A > Dörentrup (grt) und Lemgo |
| Wengern                   | 9 34 616       | 23.08.1946 | B; Ennepe-Ruhr-Kreis |
| Wengern                   | 9 34 616       | 01.01.1966 | TE < Herbede |
| Wengern                   | 9 34 616       | 01.01.1970 | A > Wetter (Ruhr) (grt) und Witten |
| Wenholthausen             | 8 37 314       | 23.08.1946 | B; Landkreis Meschede |
| Wenholthausen             | 8 37 314       | ?          | NÄ > Wenholthausen (Sauerland) |
| Wenholthausen (Sauerland) | 8 37 314       | ?          | NÄ < Wenholthausen; Kreis, bis 1969 Landkreis Meschede |
| Wenholthausen (Sauerland) | 8 37 314       | 01.01.1975 | A > Eslohe (Sauerland) |
| Wennigloh                 | 8 32 426       | 23.08.1946 | B; Kreis, bis 1969 Landkreis Arnsberg |
| Wennigloh                 | 8 32 426       | 01.01.1975 | A > Arnsberg (grt) und Sundern (Sauerland) |
| Werdohl                   | 8 31 113       | 23.08.1946 | B; Landkreis Altena |
| Werdohl                   | 8 31 113       | 01.01.1963 | GA < > Neuenrade |
| Werdohl                   | 8 31 113       | 01.01.1969 | TE < Lüdenscheid-Land; ÄK > Kreis, bis zum 30.09.1969 Landkreis Lüdenscheid |
| Werdohl                   | 9 62 060       | 01.01.1975 | ÄK > Märkischer Kreis |
| Werfen                    | 7 35 321       | 23.08.1946 | B; Landkreis Herford |
| Werfen                    | 7 35 321       | 01.01.1969 | A > Bünde |
| Werl                      | I8 40 112I     | 23.08.1946 | B; Kreis, bis 1969 Landkreis Soest |
| Werl                      | 8 40 117       | 01.07.1969 | E < Blumenthal, BudbergII, Holtum, Mawicke, Niederbergstraße, Oberbergstraße, Sönnern und Westönnen; TE < Büderich (Westfalen) und Scheidingen |
| Werl                      | 9 74 052       | 01.01.1975 | TE < Rhynern (Hilbeck) |
| Werl-Aspe                 | 7 37 188       | 21.01.1947 | ÄL < Lippe; Landkreis Lemgo |
| Werl-Aspe                 | 7 37 188       | 01.04.1957 | GA < > Schötmar |
| Werl-Aspe                 | 7 37 188       | 01.01.1969 | A > Bad Salzuflen |
| Wermelskirchen            | 1 39 213       | 23.08.1946 | B; Rhein-Wupper-Kreis |
| Wermelskirchen            | 3 78 032       | 01.01.1975 | TE < Dabringhausen und Dhünn; TA > Burscheid, Remscheid und Solingen; ÄK > Rheinisch-Bergischer Kreis |
| Wermelskirchen            | 3 78 032       | 09.01.1980 | TA > Odenthal |
| Werne                     | 5 35 112       | 23.08.1946 | B; Kreis, bis 1969 Landkreis Lüdinghausen |
| Werne                     | 5 35 112       | ?          | NÄ > Werne an der Lippe |
| Werne                     | 9 78 040       | 19.03.1976 | NÄ < Werne an der Lippe; Kreis Unna |
| Werne an der Lippe        | 5 35 112       | ?          | NÄ < Werne; Kreis, bis 1969 Landkreis Lüdinghausen |
| Werne an der Lippe        | 9 78 040       | 01.01.1975 | E < StockumII; ÄK > Kreis Unna; ÄB > Regierungsbezirk Arnsberg |
| Werne an der Lippe        | 9 78 040       | 19.03.1976 | NÄ > Werne |
| Werries                   | 9 41 432       | 23.08.1946 | B; Landkreis Unna |
| Werries                   | 9 41 432       | 01.01.1968 | A > UentropII |
| Wersen                    | 5 39 412       | 23.08.1946 | B; Kreis, bis 1969 Landkreis Tecklenburg |
| Wersen                    | 5 39 412       | 01.01.1975 | A > Lotte |
| Werste                    | 7 39 616       | 23.08.1946 | B; Kreis, bis 1969 Landkreis Minden |
| Werste                    | 7 39 616       | 01.01.1973 | A > Bad Oeynhausen |
| Werth                     | 5 33 423       | 23.08.1946 | B; Kreis, bis 1969 Landkreis Borken |
| Werth                     | 5 33 423       | 01.01.1975 | A > Isselburg |
| Werthenbach               | 8 39 745       | 23.08.1946 | B; Landkreis Siegen |
| Werthenbach               | 8 39 745       | 01.01.1969 | A > Netphen |
| Werther (Westfalen)       | 7 34 517       | 23.08.1946 | B; Kreis, bis 1969 Landkreis Halle (Westfalen) |
| Werther (Westfalen)       | 7 34 517       | 31.12.1962 | TE < Rotenhagen und SchröttinghausenI |
| Werther (Westfalen)       | III7 33 124III | 01.01.1973 | E < Rotenhagen und Rotingdorf; TE < Borgholzhausen (aus Barnhausen), Häger, Halle (Westfalen), Isingdorf, SchröttinghausenI und Theenhausen; ÄK > Kreis Gütersloh                                                                                        |
| Werther (Westfalen)       | 7 54 052       | 01.01.1975 | ÄNr |
| Werther (Westfalen)       | 7 54 052       | 01.07.1982 | TE < Bielefeld |
| Wertherbruch              | 1 38 316       | 23.08.1946 | B; Kreis, bis 1969 Landkreis Rees |
| Wertherbruch              | 1 38 316       | 01.01.1975 | A > Hamminkeln (grt) und Isselburg |
| Werthhoven                | 3 32 719       | 23.08.1946 | B; Landkreis Bonn |
| Werthhoven                | 3 32 719       | 01.08.1969 | A > Wachtberg |
| Weseke                    | 5 33 213       | 23.08.1946 | B; Landkreis Borken |
| Weseke                    | 5 33 213       | 01.07.1969 | A > Borken |
| Wesel                     | 2 38 114       | 23.08.1946 | B; Kreis, bis 1969 Landkreis Rees |
| Wesel                     | 2 38 114       | 01.07.1969 | E < Flüren und Obrighoven-Lackhausen |
| Wesel                     | 1 70 048       | 01.01.1975 | E < BüderichII; TE < Bislich, Diersfordt, Hünxe und Voerde (Niederrhein); GA < > Hamminkeln; ÄK > Kreis Wesel |
| Weselerwald               | 2 38 719       | 23.08.1946 | B; Kreis, bis 1969 Landkreis Rees |
| Weselerwald               | 2 38 719       | 01.01.1975 | A > Schermbeck |
| Weslarn                   | 8 40 246       | 23.08.1946 | B; Landkreis Soest |
| Weslarn                   | 8 40 246       | 01.07.1969 | A > Bad Sassendorf |
| Wesseling                 | 3 34 312       | 23.08.1946 | B; Landkreis, ab 1969 Kreis Köln |
| Wesseling                 | 3 34 118       | 01.08.1961 | E < Berzdorf |
| Wesseling                 | 3 34 118       | 01.08.1969 | TE < Hersel |
| Wesseling                 | 3 34 118       | 01.07.1970 | TE < Bornheim |
| Wesseling                 | 3 34 118       | 01.01.1975 | A > Brühl und Köln (grt) |
| Wesseling                 | 3 34 118       | 01.07.1976 | N < Köln (t); Erftkreis |
| Wessendorf                | 5 31 517       | 23.08.1946 | B; Landkreis Ahaus |
| Wessendorf                | 5 31 517       | 01.08.1964 | A > Kirchspiel Stadtlohn |
| Wessum                    | 5 31 613       | 23.08.1946 | B; Kreis, bis 1969 Landkreis Ahaus |
| Wessum                    | 5 31 613       | 01.01.1975 | A > Ahaus |
| Westbarthausen            | 7 34 222       | 23.08.1946 | B; Landkreis Halle (Westfalen) |
| Westbarthausen            | 7 34 222       | 01.07.1969 | A > Borgholzhausen |
| Westbevern                | 5 36 513       | 23.08.1946 | B; Landkreis, ab 1969 Kreis Münster |
| Westbevern                | 5 36 513       | 01.01.1975 | A > Münster, Ostbevern und Telgte (grt) |
| Westbüderich              | 8 40 721       | 23.08.1946 | B; Landkreis Soest |
| Westbüderich              | 8 40 721       | 01.01.1964 | A > Büderich (Westfalen) |
| Westenborken              | 5 33 518       | 23.08.1946 | B; Landkreis Borken |
| Westenborken              | 5 33 518       | 01.07.1969 | A > Borken |
| Westenfeld                | 8 32 517       | 23.08.1946 | B; Kreis, bis 1969 Landkreis Arnsberg |
| Westenfeld                | 8 32 517       | 01.01.1975 | A > Sundern (Sauerland) |
| Westenholz                | 7 40 315       | 23.08.1946 | B; Kreis, bis 1969 Landkreis Paderborn |
| Westenholz                | 7 40 315       | 01.01.1962 | TA > Moese |
| Westenholz                | 7 40 315       | 01.01.1975 | A > Delbrück (grt) und Rietberg |
| Westerbönen               | 9 41 326       | 23.08.1946 | B; Landkreis Unna |
| Westerbönen               | 9 41 326       | 01.01.1968 | A > Bönen |
| Westereiden               | 8 36 428       | 23.08.1946 | B; Kreis, bis 1969 Landkreis Lippstadt |
| Westereiden               | 8 36 428       | 01.01.1975 | A > Rüthen |
| Westerenger               | 7 35 219       | 23.08.1946 | B; Landkreis Herford |
| Westerenger               | 7 35 219       | 01.01.1969 | A > Enger |
| Westerholt                | 6 37 113       | 23.08.1946 | B; Kreis, bis 1969 Landkreis Recklinghausen |
| Westerholt                | 6 37 113       | 01.01.1975 | A > Herten |
| Westerkappeln             | 5 39 116       | 23.08.1946 | B; Kreis, bis 1969 Landkreis Tecklenburg |
| Westerkappeln             | 5 66 092       | 01.01.1975 | TA > Lotte und Mettingen; ÄK > Kreis Steinfurt |
| Westerloh                 | 7 40 316       | 23.08.1946 | B; Kreis, bis 1969 Landkreis Paderborn |
| Westerloh                 | 7 40 316       | 01.01.1975 | A > Delbrück |
| Westernkotten             | a8 36 329a     | 23.08.1946 | B; Landkreis Lippstadt |
| Westernkotten             | a8 36 329a     | 1958       | NÄ > Bad Westernkotten |
| Westerwiehe               | 7 42 518       | 23.08.1946 | B; Landkreis, ab 01.10.1969 Kreis Wiedenbrück |
| Westerwiehe               | 7 42 518       | 01.01.1970 | A > Rietberg |
| Westheim                  | 7 32 627       | 23.08.1946 | B; Kreis, bis 1969 Landkreis Büren |
| Westheim                  | 7 32 627       | 01.01.1975 | A > Marsberg |
| Westhemmerde              | 9 41 531       | 23.08.1946 | B; Landkreis Unna |
| Westhemmerde              | 9 41 531       | 01.01.1968 | A > Unna |
| Westhofen                 | 9 35 517       | 23.08.1946 | B; Landkreis, ab 1969 Kreis Iserlohn |
| Westhofen                 | 9 35 517       | 01.01.1975 | A > Dortmund und Schwerte (grt) |
| Westick                   | 9 41 532       | 23.08.1946 | B; Landkreis Unna |
| Westick                   | 9 41 532       | 01.01.1967 | A > Methler |
| Westkilver                | 7 35 715       | 23.08.1946 | B; Landkreis Herford |
| Westkilver                | 7 35 715       | 01.01.1969 | A > Rödinghausen (als Ortsteil Bruchmühlen) |
| Westkirchen               | 5 40 213       | 23.08.1946 | B; Kreis, bis 1969 Landkreis Warendorf |
| Westkirchen               | 5 40 213       | 01.01.1975 | A > Ennigerloh |
| Westönnen                 | 8 40 722       | 23.08.1946 | B; Landkreis Soest |
| Westönnen                 | 8 40 722       | 01.07.1969 | A > Werl |
| Westorf                   | 7 37 189       | 21.01.1947 | ÄL < Lippe; Landkreis Lemgo |
| Westorf                   | 7 37 189       | 01.01.1969 | A > Kalletal |
| Westrich                  | 8 40 425       | 23.08.1946 | B; Landkreis Soest |
| Westrich                  | 8 40 425       | 01.07.1969 | A > Möhnesee |
| Westrup                   | 7 38 318       | 23.08.1946 | B; Kreis, bis 1969 Landkreis Lübbecke |
| Westrup                   | 7 38 318       | 01.01.1973 | A > Stemwede |
| Westtünnen                | 9 41 433       | 23.08.1946 | B; Landkreis Unna |
| Westtünnen                | 9 41 433       | 01.01.1968 | A > HammI (grt) und Rhynern |
| Wetten                    | 2 33 414       | 23.08.1946 | B; Landkreis Geldern |
| Wetten                    | 2 33 414       | 01.07.1969 | A > Kevelaer |
| Wetter (Ruhr)             | 9 34 119       | 23.08.1946 | B; Ennepe-Ruhr-Kreis |
| Wetter (Ruhr)             | 9 34 119       | 01.01.1970 | E < Esborn und Volmarstein; TE < BergeII, Silschede und Wengern |
| Wetter (Ruhr)             | 9 54 032       | 01.01.1975 | ÄNr |
| Wettringen                | 5 38 121       | 23.08.1946 | B; Landkreis, ab 1969 Kreis Steinfurt |
| Wettringen                | 5 66 096       | 01.01.1975 | TE < Ochtrup (aus Welbergen) |
| Wevelinghoven             | 1 34 112       | 23.08.1946 | B; Kreis, bis 1969 Landkreis Grevenbroich |
| Wevelinghoven             | 1 34 112       | 01.01.1975 | A > Grevenbroich |
| Wewelsburg                | 7 32 322       | 23.08.1946 | B; Kreis, bis 1969 Landkreis Büren |
| Wewelsburg                | 7 32 322       | 01.01.1975 | A > BürenI |
| Wewer                     | 7 40 416       | 23.08.1946 | B; Landkreis Paderborn |
| Wewer                     | 7 40 416       | 01.07.1969 | A > Paderborn |
| Weyer                     | 4 36 965       | 23.08.1946 | B; Landkreis Schleiden |
| Weyer                     | 4 36 965       | 01.07.1969 | A > Mechernich |

#### Wi
| Gemeinde            | AGS          | Datum               | Kreiszugehörigkeit; Maßnahme |
| ------------------- | ------------ | ------------------- | --- |
| Wichlinghausen      | 7 34 223     | 23.08.1946          | B; Landkreis Halle (Westfalen) |
| Wichlinghausen      | 7 34 223     | 01.07.1969          | A > Borgholzhausen |
| Wichterich          | 3 33 956     | 23.08.1946          | B; Landkreis Euskirchen |
| Wichterich          | 3 33 956     | 01.07.1969          | A > Zülpich |
| Wickede             | 8 40 723     | 23.08.1946          | B; Landkreis Soest |
| Wickede             | 8 40 723     | 01.07.1969          | A > Wickede (Ruhr) |
| Wickede (Ruhr)      | 8 40 118     | 01.07.1969          | N < Bentrop (t), Büderich (Westfalen) (t), Echthausen, Schlückingen, Wickede, Wiehagen und Wimbern; Kreis, bis zum 30.09.1969 Landkreis Soest                                                                          |
| Wickede (Ruhr)      | 9 74 056     | 01.01.1975          | TA > Arnsberg (aus Echthausen) |
| Wickrath            | 1 34 126     | 23.08.1946          | B; Kreis, bis 1969 Landkreis Grevenbroich |
| Wickrath            | 1 34 126     | 01.01.1972          | TA > Erkelenz |
| Wickrath            | 1 34 126     | 01.01.1975          | A > Mönchengladbach |
| Wiedenbrück         | I7 42 114I   | 23.08.1946          | B; Landkreis, ab dem 01.10.1969 Kreis Wiedenbrück |
| Wiedenbrück         | I7 42 114I   | 12.06.1950          | TE < Lintel |
| Wiedenbrück         | I7 42 114I   | 01.04.1952          | TE < Lintel |
| Wiedenbrück         | I7 42 114I   | 01.01.1970          | A > Rheda-Wiedenbrück |
| Wiedenfeld          |              | 23.08.1946          | B; Landkreis Bergheim (Erft) |
| Wiedenfeld          | 01.04.1958   | A > Bergheim (Erft) | |
| Wiederstein         | 8 39 224     | 23.08.1946          | B; Landkreis Siegen |
| Wiederstein         | 8 39 224     | 01.01.1969          | A > NeunkirchenI |
| Wiehagen            | 8 40 724     | 23.08.1946          | B; Landkreis Soest |
| Wiehagen            | 8 40 724     | 01.07.1969          | A > Wickede (Ruhr) |
| Wiehl               | 3 35 125     | 23.08.1946          | B; Oberbergischer Kreis |
| Wiehl               | II3 35 121II | 01.07.1969          | TE < Bielstein und Denklingen; TA > Gummersbach und Reichshof |
| Wiehl               | 3 74 048     | 01.01.1975          | TE < Engelskirchen |
| Wiembeck            | 7 37 191     | 21.01.1947          | ÄL < Lippe; Landkreis Lemgo |
| Wiembeck            | 7 37 191     | 01.01.1969          | A > Lemgo |
| Wiemeringhausen     | 8 33 225     | 23.08.1946          | B; Kreis, bis 1969 Landkreis Brilon |
| Wiemeringhausen     | 8 33 225     | 01.01.1975          | A > Olsberg |
| Wiescherhöfen       | 9 41 327     | 23.08.1946          | B; Landkreis Unna |
| Wiescherhöfen       | 9 41 327     | 01.01.1968          | A > HammI (grt) und Pelkum |
| Wietersheim         | 7 39 733     | 23.08.1946          | B; Kreis, bis 1969 Landkreis Minden |
| Wietersheim         | 7 39 733     | 01.01.1973          | A > Petershagen |
| Wigbold Nienborg    | 5 31 312     | 23.08.1946          | B; Landkreis Ahaus |
| Wigbold Nienborg    | 5 31 312     | 01.07.1969          | A > Heek |
| Wigbold Schöppingen | 5 31 413     | 23.08.1946          | B; Landkreis Ahaus |
| Wigbold Schöppingen | 5 31 413     | 01.07.1969          | A > Schöppingen |
| Wigbold Wolbeck     |              | 23.08.1946          | B; Landkreis Münster |
| Wigbold Wolbeck     | 01.04.1957   | A > Wolbeck         | |
| Wilden              | 8 39 916     | 23.08.1946          | B; Landkreis Siegen |
| Wilden              | 8 39 916     | 01.01.1969          | A > Wilnsdorf |
| Wildenrath          | 4 33 513     | 23.08.1946          | B; Kreis, bis 1969 Landkreis Erkelenz |
| Wildenrath          | 4 33 513     | 01.01.1972          | A > Wegberg |
| Wildewiese          | 8 32 518     | 23.08.1946          | B; Kreis, bis 1969 Landkreis Arnsberg |
| Wildewiese          | 8 32 518     | 01.01.1975          | A > Sundern (Sauerland) |
| Wilgersdorf         | 8 39 917     | 23.08.1946          | B; Landkreis Siegen |
| Wilgersdorf         | 8 39 917     | 01.01.1969          | A > Wilnsdorf |
| Willebadessen       | 7 41 321     | 23.08.1946          | B; Kreis, bis 1969 Landkreis Warburg |
| Willebadessen       | 7 62 040     | 01.01.1975          | E < Altenheerse, Borlinghausen, Eissen, Engar, Fölsen, HelmernII, Ikenhausen, Löwen, Niesen, Peckelsheim, Schweckhausen und Willegassen; ÄK > Kreis Höxter                                                             |
| Willegassen         | 7 41 422     | 23.08.1946          | B; Kreis, bis 1969 Landkreis Warburg |
| Willegassen         | 7 41 422     | 01.01.1975          | A > Willebadessen |
| Willich             | 1 35 138     | 23.08.1946          | B; Kreis, bis 1969 Landkreis Kempen-Krefeld |
| Willich             | II1 35 118II | 01.01.1970          | E < Schiefbahn; TE < Anrath, Neersen, Osterath und Vorst; TA > Krefeld und Meerbusch |
| Willich             | 1 66 036     | 01.01.1975          | TE < Büttgen und Kleinenbroich; ÄK > Kreis Viersen |
| Wilnsdorf           | 8 39 918     | 23.08.1946          | B; Kreis, bis 1969 Landkreis Siegen |
| Wilnsdorf           | 8 39 121     | 01.01.1969          | E < Anzhausen, Flammersbach, Gernsdorf, Niederdielfen, Oberdielfen, Rinsdorf, Rudersdorf, Wilden und Wilgersdorf; TE < Obersdorf                                                                                       |
| Wilnsdorf           | 9 70 044     | 01.01.1975          | E < Eiserfeld und Hüttental |
| Wilnsdorf           | 9 70 044     | 01.01.1984          | NÄK > Kreis Siegen-Wittgenstein |
| Wimbern             | 8 35 417     | 23.08.1946          | B; Landkreis Iserlohn |
| Wimbern             | 8 35 417     | 01.07.1969          | A > Wickede (Ruhr) |
| Windeck             | 3 37 131     | 01.08.1969          | N < Dattenfeld, Herchen und Rosbach; Rhein-Sieg-Kreis |
| Windeck             | 3 82 076     | 01.01.1975          | ÄNr |
| Winden              | 4 32 519     | 23.08.1946          | B; Landkreis Düren |
| Winden              | 4 32 519     | 01.07.1969          | A > Kreuzau |
| Windheim            | 7 39 734     | 23.08.1946          | B; Kreis, bis 1969 Landkreis Minden |
| Windheim            | 7 39 734     | 01.01.1973          | A > Petershagen |
| Wingeshausen        | 8 42 238     | 23.08.1946          | B; Kreis, bis 1969 Landkreis Wittgenstein |
| Wingeshausen        | 8 42 238     | 01.01.1965          | TE < Gutsbezirk Sayn-Wittgenstein-Berleburg |
| Wingeshausen        | 8 42 238     | 01.01.1975          | A > Bad Berleburg |
| Winnekendonk        | 2 33 213     | 23.08.1946          | B; Landkreis Geldern |
| Winnekendonk        | 2 33 213     | 01.07.1969          | A > Kevelaer |
| Winterberg          | 8 33 113     | 23.08.1946          | B; Kreis, bis 1969 Landkreis Brilon |
| Winterberg          | 9 58 048     | 01.01.1975          | E < Altastenberg, Elkeringhausen, Grönebach, Hildfeld, Mollseifen, Neuastenberg, Niedersfeld, Siedlinghausen, Silbach und Züschen; TE < Bödefeld-Land, Girkhausen, Langewiese und Oberkirchen; ÄK > Hochsauerlandkreis |
| Winterscheid        | 3 37 912     | 23.08.1946          | B; Siegkreis |
| Winterscheid        | 3 37 912     | 01.08.1969          | A > Ruppichteroth |
| Winz                | 9 34 517     | 23.08.1946          | B; Ennepe-Ruhr-Kreis |
| Winz                | 9 34 517     | 01.01.1970          | A > Hattingen (grt) und LangenbergI |
| Wipperfeld          | 3 36 314     | 23.08.1946          | B; Rheinisch-Bergischer Kreis |
| Wipperfeld          | 3 36 314     | 01.01.1975          | A > Kürten und Wipperfürth (grt) |
| Wipperfürth         | 3 36 114     | 23.08.1946          | B; Rheinisch-Bergischer Kreis |
| Wipperfürth         | 3 74 052     | 01.01.1975          | TE < Klüppelberg und Wipperfeld |
| Wippringsen         | 8 40 426     | 23.08.1946          | B; Landkreis Soest |
| Wippringsen         | 8 40 426     | 01.07.1969          | A > Möhnesee |
| Wissel              | 1 36 421     | 23.08.1946          | B; Landkreis Kleve |
| Wissel              | 1 36 421     | 01.07.1969          | A > KalkarII |
| Wisselward          | 1 36 422     | 23.08.1946          | B; Landkreis Kleve |
| Wisselward          | 1 36 422     | 01.07.1969          | A > KalkarII |
| Wissentrup          | 7 33 194     | 21.01.1947          | ÄL < Lippe; Landkreis Detmold |
| Wissentrup          | 7 33 194     | 01.01.1970          | A > Lage |
| Wissersheim         | 4 32 862     | 23.08.1946          | B; Landkreis Düren |
| Wissersheim         | 4 32 862     | 01.07.1969          | A > Erftstadt |
| Wißkirchen          | 3 33 826     | 23.08.1946          | B; Landkreis Euskirchen |
| Wißkirchen          | 3 33 826     | 01.07.1969          | A > Euskirchen |
| Witten              | 9 23 000     | 23.08.1946          | B; kreisfreie Stadt, bis 1953 Stadtkreis Witten |
| Witten              | 9 23 000     | 01.01.1970          | TE < Herdecke und Wengern |
| Witten              | 9 54 036     | 01.01.1975          | E < Herbede; ÄK > Ennepe-Ruhr-Kreis |
| Witterschlick       | 3 32 322     | 23.08.1946          | B; Landkreis Bonn |
| Witterschlick       | 3 32 322     | 01.08.1969          | A > Alfter |
| Wittlaer            | 1 32 216     | 23.08.1946          | B; Kreis, bis 1969 Landkreis Düsseldorf-Mettmann |
| Wittlaer            | 1 32 216     | 01.01.1975          | A > Düsseldorf |
| Witzhelden          | 1 39 121     | 23.08.1946          | B; Rhein-Wupper-Kreis |
| Witzhelden          | 1 39 121     | 01.01.1975          | A > Leichlingen (Rheinland) (grt) und Solingen |

#### Wo
| Gemeinde            | AGS      | Datum      | Kreiszugehörigkeit; Maßnahme                                                 |
| ------------------- | -------- | ---------- | ---------------------------------------------------------------------------- |
| Wöbbel              | 7 33 195 | 21.01.1947 | ÄL < Lippe; Landkreis, ab dem 01.10.1969 Kreis Detmold                       |
| Wöbbel              | 7 33 195 | 01.01.1970 | A > Schieder-Schwalenberg                                                    |
| Wolbeck             | 5 36 615 | 01.04.1957 | N < Kirchspiel Wolbeck und Wigbold Wolbeck; Landkreis, ab 1969 Kreis Münster |
| Wolbeck             | 5 36 615 | 01.01.1975 | A > Münster                                                                  |
| Wolbeck, Kirchspiel |          |            | → Kirchspiel Wolbeck                                                         |
| Wolbeck, Wigbold    |          |            | → Wigbold Wolbeck                                                            |
| Wollersheim         | 4 32 758 | 23.08.1946 | B; Kreis, bis 1969 Landkreis Düren                                           |
| Wollersheim         | 4 32 758 | 01.01.1972 | A > Nideggen                                                                 |
| Womelsdorf          | 8 42 239 | 23.08.1946 | B; Kreis, bis 1969 Landkreis Wittgenstein                                    |
| Womelsdorf          | 8 42 239 | 01.01.1965 | TE < Gutsbezirk Sayn-Wittgenstein-Berleburg                                  |
| Womelsdorf          | 8 42 239 | 01.01.1975 | A > Erndtebrück                                                              |
| Wörderfeld          | 7 33 196 | 21.01.1947 | ÄL < Lippe; Landkreis, ab dem 01.10.1969 Kreis Detmold                       |
| Wörderfeld          | 7 33 196 | 01.01.1970 | A > Lügde                                                                    |
| Wormbach            | 8 37 615 | 23.08.1946 | B; Kreis, bis 1969 Landkreis Meschede                                        |
| Wormbach            | 8 37 615 | 01.10.1964 | TA > Oberkirchen                                                             |
| Wormbach            | 8 37 615 | 01.01.1975 | A > Schmallenberg                                                            |
| Wormeln             | 7 41 525 | 23.08.1946 | B; Kreis, bis 1969 Landkreis Warburg                                         |
| Wormeln             | 7 41 525 | 01.01.1975 | A > Warburg                                                                  |
| Wormersdorf         | 3 32 619 | 23.08.1946 | B; Landkreis Bonn                                                            |
| Wormersdorf         | 3 32 619 | 01.08.1969 | A > Rheinbach                                                                |

#### Wu und Wy
| Gemeinde        | AGS        | Datum      | Kreiszugehörigkeit; Maßnahme                                                                                              |
| --------------- | ---------- | ---------- | --- |
| Wulfen          | 6 37 416   | 23.08.1946 | B; Kreis, bis 1969 Landkreis Recklinghausen                                                                               |
| Wulfen          | 6 37 416   | 01.01.1975 | A > Dorsten |
| Wülfer-Bexten   | 7 37 192   | 21.01.1947 | ÄL < Lippe; Landkreis Lemgo                                                                                               |
| Wülfer-Bexten   | 7 37 192   | 01.01.1969 | A > Bad Salzuflen (grt) und Leopoldshöhe                                                                                  |
| Wulferdingsen   | 7 39 617   | 23.08.1946 | B; Kreis, bis 1969 Landkreis Minden                                                                                       |
| Wulferdingsen   | 7 39 617   | 01.01.1973 | A > Bad Oeynhausen |
| Wülfrath        | 1 32 121   | 23.08.1946 | B; Kreis, bis 1969 Landkreis Düsseldorf-Mettmann                                                                          |
| Wülfrath        | 1 58 036   | 01.01.1975 | TE < Mettmann; TA > Velbert und Wuppertal; ÄK > Kreis Mettmann                                                            |
| Wülfrath        | 1 58 036   | 01.01.1979 | TE < Mettmann |
| Wülfte          | 8 33 723   | 23.08.1946 | B; Kreis, bis 1969 Landkreis Brilon                                                                                       |
| Wülfte          | 8 33 723   | 01.01.1975 | A > Brilon |
| Wüllen          | 5 31 712   | 23.08.1946 | B; Landkreis Ahaus |
| Wüllen          | 5 31 712   | 01.04.1966 | TA > Ahaus |
| Wüllen          | 5 31 712   | 01.07.1969 | A > Ahaus |
| Wulmeringhausen | 8 33 226   | 23.08.1946 | B; Kreis, bis 1969 Landkreis Brilon                                                                                       |
| Wulmeringhausen | 8 33 226   | 01.01.1975 | A > Olsberg |
| Wülpke          | 7 39 427   | 23.08.1946 | B; Kreis, bis 1969 Landkreis Minden                                                                                       |
| Wülpke          | 7 39 427   | 01.01.1973 | A > Porta Westfalica |
| Wunderthausen   | 8 42 241   | 23.08.1946 | B; Kreis, bis 1969 Landkreis Wittgenstein                                                                                 |
| Wunderthausen   | 8 42 241   | 01.01.1965 | TE < Gutsbezirk Sayn-Wittgenstein-Berleburg                                                                               |
| Wunderthausen   | 8 42 241   | 01.01.1975 | A > Bad Berleburg |
| Wünnenberg      | 7 32 628   | 23.08.1946 | B; Kreis, bis 1969 Landkreis Büren                                                                                        |
| Wünnenberg      | a7 74 040a | 01.01.1975 | E < Bleiwäsche, HaarenII, HelmernI, und Leiberg; TE < DalheimII, Elisenhof, Fürstenberg und Meerhof; ÄK > Kreis Paderborn |
| Wünnenberg      | a7 74 040a | 01.01.2000 | NÄ > Bad Wünnenberg |
| Wuppertal       | 1 24 000   | 23.08.1946 | B; kreisfreie Stadt, bis 1953 Stadtkreis Wuppertal                                                                        |
| Wuppertal       | 1 24 000   | 01.01.1970 | TE < Haßlinghausen, Linderhausen und Schwelm                                                                              |
| Wuppertal       | 1 24 000   | 01.01.1975 | E < Schöller; TE < Neviges und Wülfrath                                                                                   |
| Würgassen       | 7 36 224   | 23.08.1946 | B; Landkreis, ab dem 01.10.1969 Kreis Höxter                                                                              |
| Würgassen       | 7 36 224   | 01.01.1970 | A > Beverungen |
| Würgendorf      | 8 39 225   | 23.08.1946 | B; Landkreis Siegen |
| Würgendorf      | 8 39 225   | 01.01.1969 | A > Burbach |
| Würm            | 4 37 616   | 23.08.1946 | B; Landkreis Geilenkirchen-Heinsberg                                                                                      |
| Würm            | 4 37 616   | 1951       | NÄK > Selfkantkreis Geilenkirchen-Heinsberg                                                                               |
| Würm            | 4 37 616   | 01.01.1972 | A > Geilenkirchen |
| Würselen        | 4 31 115   | 23.08.1946 | B; Kreis, bis 1969 Landkreis Aachen                                                                                       |
| Würselen        | 4 31 115   | 01.01.1972 | TE < Bardenberg, Broichweiden und HaarenI; TA > Aachen                                                                    |
| Würselen        | 3 38 119   | 01.08.1972 | ÄB > Regierungsbezirk Köln                                                                                                |
| Würselen        | 3 54 036   | 01.01.1975 | ÄNr |
| Würselen        | 3 34 036   | 21.10.2009 | ÄK > Städteregion Aachen                                                                                                  |
| Wüschheim       | 3 33 525   | 23.08.1946 | B; Landkreis Euskirchen                                                                                                   |
| Wüschheim       | 3 33 525   | 01.07.1969 | A > Euskirchen |
| Wüsten          | 7 37 193   | 21.01.1947 | ÄL < Lippe; Landkreis Lemgo                                                                                               |
| Wüsten          | 7 37 193   | 01.01.1969 | A > Bad Salzuflen (grt) und Lemgo                                                                                         |
| Wyler           | 1 36 512   | 23.08.1946 | B; Landkreis Kleve |
| Wyler           | 1 36 512   | 01.07.1969 | A > Kranenburg |

### X
| Gemeinde | AGS      | Datum      | Kreiszugehörigkeit; Maßnahme                                           |
| -------- | -------- | ---------- | ---------------------------------------------------------------------- |
| Xanten   | 2 37 117 | 23.08.1946 | B; Kreis, bis 1969 Landkreis Moers                                     |
| Xanten   | 2 37 117 | 01.07.1969 | E < Birten, Marienbaum und Wardt                                       |
| Xanten   | 1 70 052 | 01.01.1975 | TE < Sonsbeck (aus Labbeck); TA > Alpen (aus Birten); ÄK > Kreis Wesel |

### Z
| Gemeinde    | AGS        | Datum      | Kreiszugehörigkeit; Maßnahme |
| ----------- | ---------- | ---------- | --- |
| Zeppenfeld  | 8 39 226   | 23.08.1946 | B; Landkreis Siegen |
| Zeppenfeld  | 8 39 226   | 01.01.1969 | A > NeunkirchenI |
| Zingsheim   | 4 36 966   | 23.08.1946 | B; Kreis, bis 1969 Landkreis Schleiden |
| Zingsheim   | 4 36 966   | 01.07.1969 | A > Nettersheim |
| Zinse       | 8 42 314   | 23.08.1946 | B; Kreis, bis 1969 Landkreis Wittgenstein |
| Zinse       | 8 42 314   | 01.01.1975 | A > Erndtebrück |
| Zons        | 1 34 113   | 23.08.1946 | B; Kreis, bis 1969 Landkreis Grevenbroich |
| Zons        | 1 34 113   | 01.01.1975 | A > Dormagen |
| Züllighoven | 3 32 721   | 23.08.1946 | B; Landkreis Bonn |
| Züllighoven | 3 32 721   | 01.08.1969 | A > Wachtberg |
| Zülpich     | I3 33 113I | 23.08.1946 | B; Kreis, bis 1969 Landkreis Euskirchen |
| Zülpich     | 3 33 116   | 01.07.1969 | E < Bessenich, Dürscheven, Enzen, Langendorf, Linzenich-Lövenich, MerzenichII, Nemmenich, Oberelvenich, Rövenich, Sinzenich, Ülpenich, WeilerII in der Ebene und Wichterich |
| Zülpich     | 3 33 116   | 01.01.1972 | E < Bürvenich und Füssenich; TA > Mechernich |
| Zülpich     | 3 66 044   | 01.01.1975 | ÄNr |
| Züschen     | 8 33 315   | 23.08.1946 | B; Kreis, bis 1969 Landkreis Brilon |
| Züschen     | 8 33 315   | 01.01.1975 | A > Winterberg |
| Zweifall    | 4 35 513   | 23.08.1946 | B; Landkreis Düren |
| Zweifall    | 4 35 513   | 01.07.1969 | A > Roetgen |
| Zyfflich    | 1 36 513   | 23.08.1946 | B; Landkreis Kleve |
| Zyfflich    | 1 36 513   | 01.07.1969 | A > Kranenburg |